# Liste der Kulturdenkmale in Döbeln

Wappen von Döbeln

In der Liste der Kulturdenkmale in Döbeln sind die Kulturdenkmale der sächsischen Stadt Döbeln verzeichnet, die bis September 2024 vom Landesamt für Denkmalpflege Sachsen erfasst wurden (ohne archäologische Kulturdenkmale). Die Anmerkungen sind zu beachten.
Diese Aufzählung ist eine Teilmenge der Liste der Kulturdenkmale im Landkreis Mittelsachsen.

## Aufteilung
Wegen der großen Anzahl von Kulturdenkmalen in Döbeln werden die Kulturdenkmale in den Ortsteilen in Teillisten aufgeführt.
- Beicha
- Bormitz
- Choren
- Dreißig
- Ebersbach
- Forchheim
- Gärtitz
- Geleitshäuser
- Gertitzsch
- Gödelitz
- Großbauchlitz
- Großsteinbach
- Kleinbauchlitz
- Leschen
- Limmritz
- Maltitz
- Mannsdorf
- Meila
- Mochau
- Neudorf
- Neugreußnig
- Nöthschütz
- Oberranschütz
- Präbschütz
- Schallhausen
- Schweimnitz
- Schweta
- Simselwitz
- Stockhausen
- Technitz
- Theeschütz
- Töpeln
- Wöllsdorf
- Ziegra
- Zschackwitz
- Zschäschütz

## Döbeln
| Bild                                    | Bezeichnung | Lage                                    | Datierung | Beschreibung | ID       |
| --------------------------------------- | --- | --------------------------------------- | --- | --- | -------- |
|                                         | Denkmalschutzgebiet Stadtkern Döbeln (Vorschlag) | (Stadtkern) (Karte)                     | Ab 19. Jahrhundert | Denkmalschutzgebiet Stadtkern Döbeln (Vorschlag) | 09206053 |
| Weitere Bilder                          | Mietshaus in geschlossener Bebauung in Ecklage | Albertstraße 1 (Karte)                  | 1878 | Baugeschichtlich von Bedeutung, repräsentativer Putzbau der Gründerzeit in städtebaulich wichtiger Eckposition, diese gestalterisch betonend | 09206218 |
| Weitere Bilder                          | Mietshaus in geschlossener Bebauung | Albertstraße 4 (Karte)                  | Letztes Drittel 19. Jahrhundert                                                                                              | Baugeschichtlich von Bedeutung, Gründerzeitgebäude, qualitätvolle Putzfassade mit Mäander-Putzband und laufendem Hund. Zweigeschossig, originale Putznutung, neue Fenster. | 09206355 |
| Weitere Bilder                          | Mietshaus in geschlossener Bebauung | Albertstraße 6 (Karte)                  | Letztes Drittel 19. Jahrhundert                                                                                              | Baugeschichtlich von Bedeutung, gründerzeitlicher Putzbau mit qualitätvoller Fassadengliederung, weitestgehend original. Neue Fenster, veränderte Farbgestaltung. | 09206356 |
| Weitere Bilder                          | Mietshaus in geschlossener Bebauung | Albertstraße 7 (Karte)                  | Letztes Drittel 19. Jahrhundert                                                                                              | Baugeschichtlich von Bedeutung, reich gestalteter gründerzeitlicher Putzbau, Mittelrisalit mit Reliefs gestalterisch betont | 09206364 |
| Weitere Bilder                          | Mietshaus in geschlossener Bebauung | Albertstraße 8 (Karte)                  | Um 1900 | Baugeschichtlich von Bedeutung, Gründerzeitgebäude, für Döbeln untypischer Klinkerbau in gutem Originalzustand, qualitätvolle Fassadengestaltung, gestalterisch als Doppelmietshaus zur Hausnummer 9 gestaltet. Zweigeschossig, Mittelrisalit mit Dacherker, Lisenengliederung, gekröpftes Gesims, Rundbogenfenster, Segmentbogenfenster. | 09207590 |
| Weitere Bilder                          | Mietshaus in geschlossener Bebauung | Albertstraße 9 (Karte)                  | Um 1900 | Baugeschichtlich von Bedeutung, Gründerzeitgebäude, für Döbeln außergewöhnliche Klinkerbauten in gutem Originalzustand, gestalterisch als Doppelmietshaus zur Hausnummer 8 gestaltet. Zweigeschossig, Mittelrisalit mit Dacherker, Lisenengliederung, gekröpftes Gesims, Rundbogenfenster, Segmentbogenfenster. | 09207589 |
| Weitere Bilder                          | Mietshaus in geschlossener Bebauung | Albertstraße 15 (Karte)                 | Letztes Drittel 19. Jahrhundert                                                                                              | Baugeschichtlich von Bedeutung, außergewöhnlich gestaltete gründerzeitliche Putzfassade, baukünstlerisch interessante Eingangsgestaltung. Spiegelbildliche Fassade zur Albertstraße 16. | 09206363 |
| Weitere Bilder                          | Mietshaus in geschlossener Bebauung | Albertstraße 16 (Karte)                 | Letztes Drittel 19. Jahrhundert                                                                                              | Baugeschichtlich von Bedeutung, außergewöhnlich gestaltete gründerzeitliche Putzfassade mit interessanter Eingangssituation. Nue Fenster, Putznutung original, gleiche Fassadengestaltung wie Hausnummer 15. | 09206365 |
| Weitere Bilder                          | Mietshaus in geschlossener Bebauung | Albertstraße 19 (Karte)                 | Um 1890 | Baugeschichtlich von Bedeutung, qualitätvoller, gründerzeitlicher Putzbau in weitestgehend originalem Erhaltungszustand. Winterfenster, originale Putznutung, alte Haustür. | 09206362 |
| Weitere Bilder                          | Mietshaus in geschlossener Bebauung | Albertstraße 20 (Karte)                 | Um 1890 | Baugeschichtlich von Bedeutung, gründerzeitlicher Putzbau, weitestgehend originaler Erhaltungszustand. Originale Haustür und Putznutung. | 09206361 |
| Weitere Bilder                          | Mietshaus in geschlossener Bebauung | Albertstraße 22 (Karte)                 | Um 1900 | Baugeschichtlich von Bedeutung, qualitätvoll gegliederter Putzbau, wichtiger Bestandteil des gründerzeitlichen Ensembles der Albertstraße, originale Fenster (Winterfenster) | 09206360 |
| Weitere Bilder                          | Mietshaus in geschlossener Bebauung in Ecklage | Albertstraße 23 (Karte)                 | Um 1900 | Baugeschichtlich und städtebaulich von Bedeutung, markanter Putzbau der Gründerzeit in wichtiger städtebaulicher Ecklage, platzbildprägende Fassadengestaltung. Fenster erneuert, originale Tür, Putznutung im Erdgeschoss original, im Erdgeschoss Überformungen. | 09206220 |
| Weitere Bilder                          | Stadtmauer | Am Staupitzsteg (Karte)                 | Ende 19. Jahrhundert | Stadtbaugeschichtlich bedeutender Rest der alten Stadtmauer, von stadtbaugeschichtlichem und ortsgeschichtlichem Wert, Bruchsteinmauerwerk | 09206071 |
| Weitere Bilder                          | Wohnhaus in geschlossener Bebauung und Nebengebäude | Am Staupitzsteg 2 (Karte)               | Um 1880, im Kern älter | Baugeschichtlich und hausgeschichtlich von Bedeutung, original erhaltener Wohnhausbau, bemerkenswert der originale Putz mit Nutung im Erdgeschoss, alte Fenster- und Türgewände, Türstock mit Verdachung, Laubengang zum Hof. Dreigeschossig, vorwiegend neue Fenster. | 09206073 |
| Weitere Bilder                          | Mietshaus in halboffener Bebauung | Am Steigerhaus 2 (Karte)                | Bezeichnet mit 1896 (nachträglich)                                                                                           | Baugeschichtlich von Bedeutung, reich gestalteter Gründerzeitbau in Klinkermischbauweise, weitgehend original. Dreigeschossig, Fenster erneuert. | 09206464 |
| Weitere Bilder                          | Mietshaus in geschlossener Bebauung in Ecklage | Am Viadukt 1 (Karte)                    | 1900 | Baugeschichtlich von Bedeutung, Gründerzeitgebäude, in prägnanter städtebaulicher Ecklage stehender Putzbau, gestalterische Betonung der Ecksituation. Gebäude ist saniert, Fenster ausgewechselt. | 09206207 |
| Weitere Bilder                          | Niederfriedhof (Sachgesamtheit) | Am Viadukt 7 (Karte)                    | Ab 1585 | Sachgesamtheit Niederfriedhof mit den Einzeldenkmalen Friedhofskapelle, Verwaltungsgebäude, Erbbegräbnisse und Kriegerdenkmal (siehe 09206512) sowie gärtnerisch gestaltete Friedhofsanlage (Gartendenkmal) und dem Sachgesamtheitsteil Einfriedungsmauer; baugeschichtlich, künstlerisch und ortsgeschichtlich von Bedeutung | 09301566 |
| Weitere Bilder                          | Friedhofskapelle, Verwaltungsgebäude, Erbbegräbnisse, Soldatengräber Erster Weltkrieg und Kriegerdenkmal (Einzeldenkmale der Sachgesamtheit 09301566)                                                                | Am Viadukt 7 (Karte)                    | 1857 (Kapelle); ab 18. Jahrhundert (Grabstätten); nach 1918 (Soldatengräber Erster Weltkrieg); nach 1945 (Grabmal Gleisberg) | Einzeldenkmale der Sachgesamtheit Niederfriedhof; baugeschichtlich, künstlerisch und ortsgeschichtlich von Bedeutung. - Kapelle: Nach Abriss der alten baufälligen Kapelle wurde ca. 100 m weiter oben eine neue erbaut und 1857 geweiht, wobei die Fenstergewände der alten Kapelle mit ihrem spätgotischen Maßwerk teilweise wiederverwendet wurden, hinter der Kapelle endete der ursprüngliche Niederfriedhof, erst im Jahr 1865 wurde er erweitert, 1910/11 erneute Erweiterung des Friedhofes. - Pavillon (oberer Friedhof) um 1925: pavillonartiges Gebäude mit hölzernen Säulen und Fenstergewänden - Grabdenkmale | 09206512 |
| Weitere Bilder                          | Jacobikirche | An der Jacobikirche (Karte)             | 1904 | Baugeschichtlich und ortsgeschichtlich von Bedeutung, im neoromanischen Stil, nüchtern gestaltete Basilika nach Entwurf des Stadtbaumeisters Richter erbaut. Werksteinbau mit polygonalem, eingezogenem Chor, Walmdach, eingestellter Westturm über dem Westeingang Relief mit Christusdarstellung von W. Heinrich Weinhold aus Dresden, Schmeisser-Orgel von 1904 (von W. Thurau 1929 verändert). | 09206406 |
|                                         | Mietshaus in geschlossener Bebauung | An der Jacobikirche 1 (Karte)           | Um 1900 | Baugeschichtlich von Bedeutung, gründerzeitliches Gebäude in Klinkermischbauweise in gutem Originalzustand. Dreigeschossig, gelber Klinker, zum Teil originale Fenster und Haustür, Dachgaupen mit Voluten. | 09206381 |
|                                         | Mietshaus in geschlossener Bebauung | An der Jacobikirche 2 (Karte)           | Um 1900 | Baugeschichtlich von Bedeutung, qualitätvoll gestaltete Gründerzeitfassade in Klinkermischbauweise, guter Originalzustand. Dreigeschossig, Erdgeschoss verputzt, Obergeschoss in rotem Klinker, gestalterische Betonung der Mittelachse. | 09206382 |
|                                         | Mietshaus in halboffener Bebauung | An der Jacobikirche 3 (Karte)           | Bezeichnet mit 1904 | Baugeschichtlich von Bedeutung, reich gestaltete Jugendstilfassade in gutem Originalzustand, Klinkermischbauweise. Dreigeschossig, Betonung der Mittelachse, Dacherker, originale Jugendstiltür, neue Fenster, Betonung der Fensterachsen. | 09206405 |
| Weitere Bilder                          | Hotel Döbelner Hof in geschlossener Bebauung in Ecklage | Bäckerstraße 8 (Karte)                  | Um 1910 | Baugeschichtlich von Bedeutung, im Reformstil der Zeit um 1910, in markanter städtebaulicher Lage befindliches Gebäude, Ecksituation zum Niedermarkt wird gestalterisch betont durch runden Erker, dreigeschossig | 09206060 |
|                                         | Wohnhaus in geschlossener Bebauung | Bäckerstraße 10 (Karte)                 | Mitte 19. Jahrhundert | Mit Laden, baukünstlerisch wertvolle Gestaltung der Erdgeschosszone mit Pilastern, altes Treppenhausgeländer. Zweigeschossig, entstellendes Mansarddach. | 09206062 |
| Weitere Bilder                          | Wohnhaus in geschlossener Bebauung | Bäckerstraße 11 (Karte)                 | Bezeichnet mit 1901 | Mit Laden, baugeschichtlich von Bedeutung, reich gestaltete Gründerzeitfassade, straßenbildprägender Bau, weitestgehend original. Dreigeschossig, Erdgeschoss durch Ladeneinbauten verändert, originale Haustür. | 09206059 |
|                                         | Wohnhaus in geschlossener Bebauung | Bäckerstraße 13 (Karte)                 | Mitte 19. Jahrhundert | Mit Laden, baugeschichtlich von Bedeutung, weitgehend originaler Putzbau, interessante Pilastergliederung der Ladenzone im Erdgeschoss. Zweigeschossig, Porphyrgewände im ersten Obergeschoss, Putz stammt vermutlich aus 1920er Jahren. | 09206066 |
| Weitere Bilder                          | Wohnhaus in geschlossener Bebauung in Ecklage | Bäckerstraße 14 (Karte)                 | Mitte 19. Jahrhundert | Mit Laden, in städtebaulich wichtiger Position in Marktrandlage stehendes Gebäude, künstlerisch markanter Erker der 1930er Jahre mit Sternzeichen-Reliefs. Zweigeschossig, ursprünglich waren es vermutlich zwei Gebäude, da unterschiedliche Dächer. | 09206065 |
| Weitere Bilder                          | Wohnhaus in geschlossener Bebauung | Bahnhofstraße 1 (Karte)                 | Bezeichnet mit 1872 | Mit Laden, baugeschichtlich und städtebaulich von Bedeutung, aufwendige und qualitätvolle gründerzeitliche Fassadengliederung in markanter Lage (zwischen Theater und Niedermarkt). Sockelgeschoss überformt durch Ladeneinbau, einseitig Dachgaupen, Mittelachse betont mit Portal und Tür in originaler Neorenaissanceform, seitlich Nischen und Figuren im ersten Obergeschoss. | 09206119 |
| Weitere Bilder                          | Wohnhaus in halboffener Bebauung | Bahnhofstraße 1a (Karte)                | 1872 | Städtebaulich bedeutsames Eckgebäude der Gründerzeit in repräsentativer Lage. Dreigeschossig, Satteldach, hervorgehobene, herausgestellte, abgeschrägte Eckgestaltung mit Eckrustika und Dacherker, im Erdgeschoss Putzbänder und Spiegelbossen, Souterraingeschoss in polygonalem Porphyrmauerwerk, Sandsteinquader in Eckbereichen. | 09207580 |
| Weitere Bilder                          | Wohnhaus in geschlossener Bebauung | Bahnhofstraße 2 (Karte)                 | 1880 | Mit Laden, baugeschichtlich von Bedeutung, markante Gründerzeitfassaden in städtebaulich repräsentativer Lage. Dreigeschossig, Zwerchhaus mit Volutengiebel, spiegelbildliche Fassadengestaltung zum benachbarten Gebäude, mit betonten Seitenachsen durch Lisenen, Erdgeschoss neu (?), überformt. | 09207581 |
| Weitere Bilder                          | Mietshaus in geschlossener Bebauung | Bahnhofstraße 3 (Karte)                 | Ende 19. Jahrhundert | Baugeschichtlich von Bedeutung, gründerzeitlicher Putzbau in weitgehend originalem Erhaltungszustand. Dreigeschossig, bildet gestalterische Einheit mit Bahnhofstraße 2. | 09207576 |
| Weitere Bilder                          | Mietshaus (zwei Hausnummern) in halboffener Bebauung | Bahnhofstraße 6, 7 (Karte)              | Um 1900 | Baugeschichtlich und städtebaulich von Bedeutung, reich gestalteter Klinkerbau der Gründerzeit von repräsentativer Wirkung. Die Haushälfte in offener Bebauung (Nummer 7a) ist ein schmales Gebäude, welches gestalterisch mit Bahnhofstraße 7 eine Einheit bildet. Hinterhaus (Nummer 7a) abgebrochen 2002. | 09207586 |
| Weitere Bilder                          | Kino in offener Bebauung im Hof eines Mietshauses (Centraltheater, Döbelner Tanzhaus) | Bahnhofstraße 7a (Karte)                | 1930er Jahre | Baugeschichtlich von Bedeutung, markantes, hohes Gebäude in Gestaltung der 1930er Jahre (Architekt: Werner Retzlaff), ortsgeschichtlich interessanter Bau. Relief über dem Eingang vom Bildhauer Otto Rost aus Dresden: symbolische Darstellung des Trauerspiels, Lustspiels und Kriminalfilmes. Seit 2004 Proben- und Auftrittsort der Döbelner Showtanzformation e. V. | 09206444 |
| Weitere Bilder                          | Mietvilla | Bahnhofstraße 8 (Karte)                 | Um 1900 | Baugeschichtlich von Bedeutung, ein Gründerzeitgebäude mit noch klassizistisch anmutender Putzgliederung, repräsentative Gestaltung. Fenster erneuert, Gebäude ist saniert mit veränderter Farbgebung. | 09206449 |
| Weitere Bilder                          | Fabrikantenvilla und Einfriedung | Bahnhofstraße 9 (Karte)                 | Um 1900 | Baugeschichtlich von Bedeutung, Gründerzeitgebäude, repräsentative Fabrikantenvilla in Klinkermischbauweise, straßenbildprägende Fassade. Zweigeschossig, Balkon auf „Löwen“-Konsolen. | 09206447 |
| Weitere Bilder                          | Villa, Einfriedung und Gartenhaus | Bahnhofstraße 10 (Karte)                | Um 1870 | Baugeschichtlich von Bedeutung, Gründerzeitgebäude, qualitätvoll gestaltete Putzvilla in zeittypischer Architektursprache, original erhaltene, hölzerne Gartenlaube. Zweigeschossig, Lisenengliederung. | 09207582 |
| Weitere Bilder                          | Villa Jutta und Einfriedung | Bahnhofstraße 11 (Karte)                | Um 1880 | Baugeschichtlich von Bedeutung, Gründerzeitgebäude, reich gestalteter Putzbau in städtebaulich markanter Ecklage, straßenbildprägendes Türmchen. Zweigeschossig, Eckrustizierung, Dacherker mit Zwillingsfenstern, gedoppelte Zwillingsfenster, im Erker bleigefasste Buntfenster. | 09207583 |
|                                         | Mietvilla | Bahnhofstraße 12 (Karte)                | Um 1880 | Baugeschichtlich von Bedeutung, klassizistischer wirkender Gründerzeitbau mit qualitätsvoller Fassadengliederung in gutem Originalzustand. Zweigeschossig, Mittelrisalit, im Erdgeschoss Eckbossen, im ersten Obergeschoss korinthische Pilastergliederung, Zahnfries, originaler Balkon mit schmiedeeisernem Gitter, Rückseite verändert. | 09206377 |
|                                         | Mietshaus in halboffener Bebauung | Bahnhofstraße 13 (Karte)                | Um 1890 | Baugeschichtlich von Bedeutung, qualitätvoll gestaltete Putzfassade (Originalputz) im Gründerzeitstil, dreigeschossig | 09207592 |
|                                         | Mietshaus in halboffener Bebauung | Bahnhofstraße 14 (Karte)                | Um 1900 | Baugeschichtlich von Bedeutung, Klinkermischbauweise in neoromanischen Formen, guter Originalzustand. Dreigeschossig, roter Klinker, Rundbogenfenster im zweiten Obergeschoss, Segmentbogenfenster im ersten Obergeschoss. | 09206378 |
|                                         | Mietshaus in geschlossener Bebauung | Bahnhofstraße 15 (Karte)                | Um 1900 | Baugeschichtlich von Bedeutung, gründerzeitliches Gebäude in Klinkermischbauweise, qualitätvolle Gestaltung. Erdgeschoss verputzt, kein Originalputz, zum Teil alte Fenster, Putz-Relieffelder unterhalb der Fenster, Zwerchgiebelbedachung überformt, roter Klinker, originale Haustür | 09206375 |
|                                         | Mietshaus in halboffener Bebauung | Bahnhofstraße 18 (Karte)                | Um 1900 | Baugeschichtlich von Bedeutung, gründerzeitliches Mietshaus in qualitätvoller Klinkermischbauweise, weitgehend originaler Erhaltungszustand. Roter Klinker, Erdgeschoss verputzt, unterschiedliche Fensterverdachungen, Dacherkergiebel nicht mehr original. | 09206376 |
|                                         | Mietshaus in geschlossener Bebauung | Bahnhofstraße 19 (Karte)                | Um 1900 | Baugeschichtlich von Bedeutung, repräsentativ gestaltete Gründerzeitfassade in Klinkermischbauweise, sehr guter Originalzustand. Gebäude ist saniert, neue Fenster, gelber Klinker, neue Haustür. | 09206379 |
|                                         | Mietshaus in geschlossener Bebauung in Ecklage | Bahnhofstraße 20 (Karte)                | Um 1900 | Baugeschichtlich von Bedeutung, in städtebaulich wichtiger Ecklage stehendes Gründerzeit-Mietshaus in Klinkermischbauweise, repräsentative Fassadengestaltung. Dreigeschossig, gestalterische Betonung der Ecksituation, Gebäude ist saniert, neue Fenster, originale Tür, roter Klinker. | 09206380 |
|                                         | Villa und Einfriedung | Bahnhofstraße 21 (Karte)                | Um 1900 | Baugeschichtlich von Bedeutung, repräsentative gründerzeitliche Villa in straßenbildprägender Ecklage, Klinkermischbauweise in gutem Originalzustand. Zweigeschossig, ausgebautes Mansarddach, Mittelrisalit, seitliches Treppenvorhaus mit hohem Rundbogen, roter Klinker. | 09206371 |
|                                         | Wohnhaus und Einfriedung in offener Bebauung in Ecklage | Bahnhofstraße 22 (Karte)                | 1874 | Baugeschichtlich und städtebaulich von Bedeutung, reich gestalteter gründerzeitlicher Putzbau, qualitätvolle, klassizistisch anmutende Fassadengliederung mit Originalputz, schöner Balkon. Zweigeschossig, Dacherker mit Bekrönung, Putznutung original, umlaufendes Mäandergesimsband, seitliche Balkone auf Konsolen mit kunstvoll gearbeiteten schmiedeeisernen Gittern, 1904 als Klinik des Herrn Beßler angebaut und verändert. | 09206372 |
|                                         | Wohnhaus und seitliche Einfriedung | Bahnhofstraße 23 (Karte)                | 1874 | Baugeschichtlich und künstlerisch von Bedeutung, fein gestalteter Putzbau mit originaler Putzhaut, straßenbildprägender Dreiecksgiebel mit Würfelfries und floralem Relief, sehr guter Originalzustand. Zweigeschossig, keine originalen Fenster. | 09206367 |
|                                         | Mietvilla und Einfriedung in offener Bebauung | Bahnhofstraße 39 (Karte)                | Um 1900 | Baugeschichtlich von Bedeutung, Gründerzeitgebäude, qualitätvoller Klinkerbau mit straßenbildprägendem Ecktürmchen. Roter Klinker, Schieferdach, originale Fenster und Haustür. | 09206369 |
|                                         | Mietshaus in offener Bebauung und Einfriedung | Bahnhofstraße 40 (Karte)                | Um 1900 | Baugeschichtlich von Bedeutung, gründerzeitliches Wohnhaus in Klinkermischbauweise, qualitätvolle Fassadengestaltung in gutem Originalzustand. Roter Klinker, Erdgeschoss verputzt, originale Dachhäuschen, keine originalen Fenster. | 09206368 |
|                                         | Mietshaus in halboffener Bebauung | Bahnhofstraße 50 (Karte)                | Um 1900 | Baugeschichtlich von Bedeutung, gründerzeitliches Gebäude in Klinkermischbauweise, Giebel sind verändert | 09207594 |
|                                         | Mietshaus in geschlossener Bebauung in Ecklage | Bahnhofstraße 51 (Karte)                | Bezeichnet mit 1891 | Baugeschichtlich und städtebaulich von Bedeutung, markanter gründerzeitlicher Klinkerbau in straßenbildprägender Ecklage, guter Originalzustand. Gelber Klinker, Putzbänder als horizontale Fassadengliederung, Putzbossen, gestalterische Betonung der Ecke. | 09206384 |
| Weitere Bilder                          | Wohnhaus in geschlossener Bebauung in Ecklage (ehemals Hotel Rätze) | Bahnhofstraße 56 (Karte)                | Um 1900 | Baugeschichtlich von Bedeutung, gründerzeitliches Gebäude in Klinkermischbauweise, städtebaulich bedeutsam am Platz gelegen mit markantem, geschossübergreifendem Erker. Dreigeschossig, Erdgeschoss mit tiefer Putznutung, roter Klinker. | 09206399 |
| Weitere Bilder                          | Mietshaus in geschlossener Bebauung | Bahnhofstraße 66 (Karte)                | Um 1900 | Mit Läden, baugeschichtlich von Bedeutung, palastartiger, langgestreckter, gründerzeitlicher Putzbau, von straßenbildprägender Gestaltung, qualitätvoll und reich gegliedert. Mittelrisalit ist gestalterisch betont, veränderte Farbgestaltung, wuchtiges Konsolgesims, neue Fenster. | 09206448 |
| Weitere Bilder                          | Mietshaus in halboffener Bebauung in Ecklage | Bahnhofstraße 68 (Karte)                | Bezeichnet mit 1878 | Mit Laden, baugeschichtlich von Bedeutung, in städtebaulich markanter Ecklage stehender gründerzeitlicher Putzbau, weitgehend originaler Erhaltungszustand. 1868 erbautes, in markanter städtebaulicher Lage stehendes Wohn- und Geschäftshaus mit Cafè im Erdgeschoss. Als Eckhaus konzipierter, dreigeschossiger Putzbau mit reicher und original erhaltener Fassadengestaltung. Auch die Dachlandschaft ist original erhalten bzw. denkmalgerecht wieder hergestellt worden. Durch seine anspruchsvolle Gestaltung und Authentizität dokumentiert dieses Gebäude exemplarisch die Architekturauffassungen gründerzeitlichen Bauens, woraus sich der baugeschichtliche Wert des Hauses ableitet. Zugleich kommt diesem direkt für die besondere städtebauliche Situation konzipiertem Eckhaus eine große städtebauliche Bedeutung zu. | 09206221 |
| Weitere Bilder                          | Mietshaus in geschlossener Bebauung | Bahnhofstraße 72 (Karte)                | Ende 19. Jahrhundert | Mit Laden, baugeschichtlich von Bedeutung, dem Straßenbild der Gründerzeit entsprechende Fassadenabwicklung, Klinkerfassade. Dreigeschossig, Zwerchhäuser, ausgebautes Dachgeschoss mit Gaupen, Seiten risalitförmig und mit hohen Zwerchhäusern, herangestellte originale Haustür mit Oberlicht, Klinkerfassade, polygonales Porphyr Souterraingeschoss mit Sandsteingewände der Kellerfenster, Fenster neu, Haus saniert. | 09207575 |
| Weitere Bilder                          | Mietshaus in geschlossener Bebauung | Bahnhofstraße 73 (Karte)                | Ende 19. Jahrhundert | Mit Laden, baugeschichtlich von Bedeutung, auffallende Gründerzeitfassade in repräsentativer Lage, straßenbildprägende Klinkerfassade. Dreigeschossig, Zwerchhäuser, Tordurchfahrt in Mittelachse, rote Klinkerfassade, Geschäftsbereich überformt, teilweise originale Rahmung, originale Haustür mit Oberlicht, herausgestellte Pilaster und geringfügig herausgestellte Risalite, Fenster neu, Haus saniert. | 09207574 |
| Weitere Bilder                          | Wohnhaus (zwei Hausnummern) in Ecklage | Bahnhofstraße 74 (Karte)                | Um 1910 | Mit Ladenfront, baugeschichtlich von Bedeutung, repräsentatives Gebäude in städtebaulich markanter Ecklage, im Reformstil der Zeit um 1910, bildet bauliche Einheit mit Rudolf-Breitscheid-Straße 1. Dreigeschossig, markante Eckerker, originales Treppenhaus, Portal, Türflügel mit Oberlicht. | 09206063 |
| Weitere Bilder                          | Kino Capitol in halboffener Bebauung und in Ecklage | Bahnhofstraße 75 (Karte)                | 1937 | Baugeschichtlich, künstlerisch und ortsgeschichtlich von Bedeutung, städtebaulich markanter Bau aus der Zeit um 1930 (im Stil zwischen Neuem Bauen und traditionellem Bauen). Zweigeschossig, Straßenecke abgerundet von Turmanbau betont, Sockelgeschoss glattes Sandsteinmauerwerk, (Obergeschoss verputzt, Fleckenputz), Gesimse, Fenstereinrahmung (kantig, betont, herausgezogen, vorstehend), Gitter noch original. | 09206117 |
| Weitere Bilder                          | Turnhalle des Turnvereins Döbeln und benachbart ein Denkmal für die gefallenen Turner des Ersten Weltkrieges | Bärentalstraße 1 (Karte)                | Bezeichnet mit 1899 (Turnhalle); nach 1918 (Kriegerdenkmal)                                                                  | Baugeschichtlich und ortsgeschichtlich von Bedeutung, architektonisch qualitätvolles Gebäude mit weitestgehend original erhaltener Innengestaltung, im Stil der Neogotik. Werksteinsockel, Klinkermischfassade, in Lünette Stuckrelief, zwei Reliefplatten, originale Fenster, (teilweise Winterfenster), originale Tür mit Drücker (zur Erfassungszeit 1999), Fußbodenkacheln, Treppen, Treppenhaus, Holzdecke in Halle. Architektonische qualitätvolles Gebäude, dessen Denkmalwert sich aus der baugeschichtlichen, baukünstlerischen und ortsgeschichtlichen Bedeutung ableitet. Neben der Turnhalle befindet sich ein Denkmal für die Gefallenen des Turnvereins 1914–18 aus Rochlitzer Porphyrtuff, dessen Denkmalwert sich aus der ortsgeschichtliche Bedeutung ergibt. | 09206488 |
| Direkt Bild zu diesem Denkmal hochladen | Doppelwohnhaus mit Einfriedung | Bärentalstraße 25, 27 (Karte)           | Um 1935 | Baugeschichtlich von Bedeutung, im Heimatstil, qualitätvolles Gebäude in weitestgehend originalem Erhaltungszustand, straßenbildprägende Lage. Bestandteil der Genossenschaftssiedlung Geyersberg, hohes verklinkertes Sockelgeschoss, originaler Kratzputz, originale Fenster mit Fensterläden, originale Türen, traditionalistische Baugestaltung, originale Biberschwanzdeckung | 09206489 |
|                                         | Ehemalige Villa und Augenklinik, mit Einfriedung und Garten | Bertholdstraße 1 (Karte)                | 1910 | Baukünstlerisch qualitätvoll gestaltete Villa mit markantem Dachtürmchen, weitgehend originaler Zustand, baugeschichtlich, baukünstlerisch sowie stadtgeschichtlich von Bedeutung. Zweigeschossiger Putzbau auf Sockel in Polygonalmauerwerk, ausgebautes Dachgeschoss mit Schleppgaupen, saniert, originale Haustür und Fensterläden. Einfriedung in polygonalem Bruchsteinmauerwerk. | 09206230 |
|                                         | Mietvilla | Bertholdstraße 7 (Karte)                | Um 1910 | Baugeschichtlich von Bedeutung, Putzbau mit markantem Zierfachwerk im Landhausstil in gutem Originalzustand. Saniert, im Treppenhaus teilweise bleigefasste Buntglasfenster. | 09206231 |
| Weitere Bilder                          | Wohnhaus in geschlossener Bebauung | Breite Straße 4 (Karte)                 | 2. Hälfte 18. Jahrhundert | Mit Laden, baugeschichtlich und ortsbildprägend von Bedeutung, langgestreckter Bau mit gründerzeitlicher Fassadenüberformung, straßenbildprägende Zwerchhäuser mit geschwungenen Giebeln und Neorenaissancefassade, originale Türen, neue Fenster, saniert | 09206156 |
| Weitere Bilder                          | Wohnhaus in geschlossener Bebauung und Nebengebäude im Hof | Breite Straße 5 (Karte)                 | Bezeichnet mit 1891 | Baugeschichtlich und hausgeschichtlich von Bedeutung, qualitätvolle, aufwendig gestaltete gründerzeitliche Klinkerfassade mit markantem Erker, originale Haustür aus der Gründerzeit, Rückfassade mit Segmentbogenportal von 1731, Erdgeschoss überformt | 09206153 |
| Weitere Bilder                          | Portal | Breite Straße 7 (Karte)                 | Um 1735 | Handwerklich-künstlerisch von Bedeutung, Segmentbogenportal mit Schlussstein und Kartusche. Das Haus wurde 1730 nach dem Stadtbrand neu errichtet. Aus dieser Zeit stammt das Portal mit seinem Schlussstein, bestehend aus Rochlitzer Porphyrtuff. | 09206154 |
| Weitere Bilder                          | Mietshaus in halboffener Bebauung | Breite Straße 12 (Karte)                | Ende 19. Jahrhundert | Mit Laden, städtebaulich bedeutsame Ecklage, baugeschichtlich von Bedeutung, ein Gründerzeitgebäude. Langgestrecktes Mietshaus, dreigeschossig mit Halbgeschoss, abgeschrägte Ecke, Erdgeschoss mit Ladeneinbauten, starke plastische Fassadengestaltung, flachgeneigtes Walmdach, vertikale Gliederung mit Pilastern und Eckquaderung, Sandsteingewände, horizontale Gliederung mit Gesimsen (stark profiliert im ersten Obergeschoss), rückseitig stark hervortrender Geschosserker im Gegensatz zu schmuckloser Fassade, Hinterhaus dreigeschossig, Erdgeschoss und erstes Obergeschoss verputzt, zweites Obergeschoss mit Klinkerfassade, Mittelachse betont durch Dachhaus mit Zeltdach. Hinterhaus und Einfriedung vor 2004 abgebrochen. | 09206226 |
| Weitere Bilder                          | Wohnhaus in geschlossener Bebauung | Breite Straße 20 (Karte)                | Bezeichnet mit 1906 | Mit Laden, baugeschichtlich von Bedeutung, gründerzeitliche Putzfassade mit Jugendstilelementen. Erdgeschoss überformt, saniert. | 09206140 |
|                                         | Wohnhaus in geschlossener Bebauung | Breite Straße 21 (Karte)                | Nach 1900 | Mit Laden, baugeschichtlich und hausgeschichtlich von Bedeutung, schmales Haus, Wand/Öffnungsverhältnis original, schöner Ladeneinbau. Erdgeschoss überformt, gefaste Fenstergewände, Dachgauben mit Giebelbekrönung, gründerzeitlicher Ladeneinbau. | 09206137 |
|                                         | Gießerei | Burgstraße (Karte)                      | Um 1910 | Technikgeschichtlich bedeutsamer Bau mit interessanter Fassadengestaltung, erste Gießerei von Döbeln, Teilrückbau | 09206407 |
| Weitere Bilder                          | Mietshaus in halboffener Bebauung in Ecklage | Burgstraße 2 (Karte)                    | Um 1900 | Baugeschichtlich von Bedeutung, reich gestalteter gründerzeitlicher Klinkerbau mit straßenbildprägendem Turm. Neue Fenster, originale Haustür mit geschliffenem Oberlicht. | 09206219 |
| Direkt Bild zu diesem Denkmal hochladen | Treppe | Burgstraße 4 (Karte)                    | Ende 19. Jahrhundert | Gusseiserne Treppe im Innern des Volkshauses, von baukünstlerischem Wert | 09207588 |
| Weitere Bilder                          | Verwaltungsgebäude einer Versicherung in halboffener Bebauung | Burgstraße 10 (Karte)                   | Um 1930 | Großer, markanter Putzbau in zeittypischer Gestaltung (Heimatstil) und städtebaulich wichtiger Lage am Wettinplatz. Hohe Rundbogenfenster in Erdgeschoss, originale Haustür, Fenster und Fensterläden, Satteldach. | 09206403 |
| Weitere Bilder                          | Mietshaus in halboffener Bebauung in Ecklage | Burgstraße 11 (Karte)                   | Um 1900 | Baugeschichtlich von Bedeutung, gründerzeitlicher Klinkerbau mit Eckbetonung, städtebaulich wichtige Lage am Wettinplatz. Spätere Dachhäuschen, Bekrönung der Rückseite geändert, neue Fenster. | 09206463 |
|                                         | Wohnhaus in geschlossener Bebauung | Burgstraße 28 (Karte)                   | Um 1920 | Baugeschichtlich von Bedeutung, interessant und für Döbeln ungewöhnlich gegliederter Putzbau, baukünstlerisch wertvoll, straßenbildprägende Eingangssituation, guter Originalzustand. Viergeschossig, starke Betonung der Horizontalen durch gekehlte Gesimse, die sich farblich von der Fassade abheben, Hauseingang flankiert von zwei wuchtigen Halbsäulen. | 09206509 |
|                                         | Wohnhaus in Ecklage, heute Polizeigebäude | Burgstraße 30 (Karte)                   | Um 1930 | Markanter Putzbau in städtebaulich bedeutsamer Ecklage | 09207711 |
|                                         | Mietshaus in halboffener Bebauung, in Ecklage | Burgstraße 39 (Karte)                   | Um 1900 | Städtebaulich wichtige Lage an der Grimmaischen Straße, baugeschichtlich von Bedeutung, gründerzeitlicher Klinkerbau mit Eckbetonung | 09301873 |
| Weitere Bilder                          | Wohnhaus in halboffener Bebauung | Dr.-Zieger-Straße 3 (Karte)             | 1876 | Gründerzeitlicher Putzbau, mit qualitätvoller Fassadengestaltung aus den 1930er Jahren, baugeschichtlich und stadtentwicklungsgeschichtlich von Bedeutung. Zweigeschossig mit späterer Aufstockung (1934), zeittypische (30er Jahre) Portalgestaltung: Eierstab-Motiv im Portalgewände, zwei halbplastische Kunststeinfiguren rahmen den Eingang (Knaben, die einen Früchtekorb tragen), originale Tür von 1934, gesamte Innenausstattung der 33/34er Jahre vorhanden | 09206413 |
|                                         | Mietshaus in geschlossener Bebauung | Dr.-Zieger-Straße 4 (Karte)             | Um 1900 | Sehr gut erhaltener, gründerzeitlicher Klinkerbau, von baugeschichtlichem Wert. Zweigeschossig, originale Rolladenverblendungen an den Fenstern, alte Tür, Dacherkergiebel intakt. | 09206414 |
|                                         | Mietshaus in geschlossener Bebauung | Dr.-Zieger-Straße 5 (Karte)             | Um 1900 | Baugeschichtlich von Bedeutung, gründerzeitlicher Klinkerbau in gutem Originalzustand, städtebaulich von Bedeutung als baulicher Bestandteil des Gründerzeitensembles des Straßenzuges. Zweigeschossig, roter Klinker mit Putzgliederung, Lisenen, schöne alte Dachhäuschen, originale Tür, neue Fenster (DDR). | 09206409 |
|                                         | Mietshaus in geschlossener Bebauung | Dr.-Zieger-Straße 6 (Karte)             | Bezeichnet mit 1902 | Baugeschichtlich wertvoller, gründerzeitlicher Klinkerbau, städtebaulich wichtig als baulicher Bestandteil des gründerzeitlichen Straßenensembles. Dacherkergiebel nicht mehr intakt, originale Fenster und Tür, gestalterische Betonung der Mittelachse, Dachhäuschen mit Voluten und gedrehten Säulen. | 09206410 |
|                                         | Mietshaus in halboffener Bebauung | Dr.-Zieger-Straße 13 (Karte)            | Um 1900 | Baugeschichtlich von Bedeutung, Gebäude aus der Gründerzeit, repräsentative, qualitätvolle Putzfassade in gutem Originalzustand. Dreigeschossig, Eckerker mit Türmchen, Dreiecksverdachungen, originale Haustür, neue Fenster (ohne Unterteilung), Konsolgesims. | 09206408 |
|                                         | Mietshaus in halboffener Bebauung | Dresdner Platz 1 (Karte)                | Um 1900 | Baugeschichtlich und städtebaulich von Bedeutung, gründerzeitlicher Putzbau in weitestgehend originalem Erhaltungszustand, originale Putznutung im Erdgeschoss. Dreigeschossig, Dacherkergiebel verändert, zum Teil originale Fenster. | 09206343 |
| Weitere Bilder                          | Oberfriedhof (Sachgesamtheit) | Dresdner Straße (Karte)                 | Ab 1861 | Sachgesamtheit Oberfriedhof mit den Einzeldenkmalen: steinernes Friedhofskreuz und Grabstätten in einem heute aufgelassenem Friedhof sowie Gräberfelder als Gedenkstätte für die Opfer des Faschismus und gefallener Soldaten (siehe 09206510) und Ehrenmal für gefallene Sowjetbürger (siehe 09206494) sowie gärtnerisch gestaltete Friedhofsanlage (Gartendenkmal) und dem Sachgesamtheitsteil Einfriedungsmauer; als 1861 eingerichteter Friedhof von orts- und kirchengeschichtlicher Bedeutung, gartenbaugeschichtlich interessante Anlage, zahlreiche künstlerisch wertvolle Relikte von Grabstätten, zeitgeschichtliches Dokument der Soldatenfriedhof als Gräberfeld von gefallenen, meist deutschen Soldaten des Zweiten Weltkrieges | 09301569 |
| Direkt Bild zu diesem Denkmal hochladen | Ehrenmal und Begräbnisort für 22 sowjetische Kriegstote, vor allem Kriegsgefangene (Einzeldenkmal der Sachgesamtheit 09301569)                                                                                       | Dresdner Straße (Karte)                 | Nach 1945 | Einzeldenkmal der Sachgesamtheit Oberfriedhof; zeitgeschichtliches Dokument. 22 schlichte Holzkreuze für gestorbene Sowjetbürger zwischen 1941 und 1946, auf Metallplatten Name, Geburts- und Sterbedatum. | 09206495 |
|                                         | Steinernes Friedhofskreuz und Grabstätten in einem heute aufgelassenem Friedhof sowie Gräberfelder als Gedenkstätte für die Opfer des Faschismus und gefallener Soldaten (Einzeldenkmal der Sachgesamtheit 09301569) | Dresdner Straße (Karte)                 | Ab 1861 | Einzeldenkmale der Sachgesamtheit Oberfriedhof; als 1861 eingerichteter Friedhof von orts- und kirchengeschichtlicher Bedeutung, gartenbaugeschichtlich interessante Anlage, zahlreiche künstlerisch wertvolle Relikte von Grabstätten, zeitgeschichtliches Dokument der Soldatenfriedhof als Gräberfeld von gefallenen, meist deutschen Soldaten des Zweiten Weltkrieges. Friedhof ist seit 1986 geschlossen und wird heute als Stadtpark genutzt. Relikte des Friedhofes zum Teil noch erhalten. - Kreuz: Marmorkreuz, gestiftet vom Dentisten Müller, Erinnerung an Golgatha, auf angeschüttetem Hügel befindliches Friedhofskreuz auf Sockel, mit Inschriften „Herr, gedenke an mich, wenn Du in Dein Reich kommst!“, „Wahrlich, ich sage Dir, heute noch wirst Du mit mir im Paradies sein!“ und am Kreuz „Es ist vollbracht“, Material: Stein, gestrichen - Soldatenfriedhof: Gräber mit schlichten Holzkreuzen von meist deutschen gefallenen Soldaten des Zweiten Weltkrieges, kürzlich erneuert, in aufgelassenem Friedhof, Erhaltungszustand gut | 09206510 |
| Weitere Bilder                          | Meilenstein | Dresdner Straße (Karte)                 | Nach 1858 | Königlich-Sächsischer Meilenstein, Halbmeilenstein, von verkehrsgeschichtlicher Bedeutung | 09206511 |
| Weitere Bilder                          | Kunst am Bau an der ehemaligen Wilhelm-Pieck-Schule Döbeln-Ost | Dresdner Straße 30 s (bei) (Karte)      | 1969 | Handwerklich-künstlerisch von Bedeutung, zeittypisches Zeugnis sozialistischen Bauschmucks, aus Metall geschmiedete Bänder mit gegenständlichen Darstellungen (die Schule aus DDR-Zeit kein Denkmal). Aus Metall geschweißtes Bauornament, a) Motive aus dem Leben von Schülern in der FDJ (Arbeitseinsatz?), ehemals mit Uhr. | 09206497 |
| Weitere Bilder                          | Mietshaus in halboffener Bebauung in Ecklage | Dresdner Straße 32 (Karte)              | Bezeichnet mit 1900 | Baugeschichtlich von Bedeutung, reich gegliederter Gründerzeitbau, Klinkerfassade in gutem Originalzustand, städtebaulich markante Lage. Dreigeschossig, gestalterische Betonung der Gebäudeecke, Klinkermischbauweise, roter Klinker, keine originalen Fenster, fein gestaltete originale Dachhäuschen | 09206247 |
| Weitere Bilder                          | Mietshaus geschlossener Bebauung in Ecklage | Dresdner Straße 46 (Karte)              | Um 1900 | Mit Laden, gründerzeitlicher Klinkerbau in städtebaulich auffälliger Lage, baugeschichtlich von Bedeutung, Pilastergliederung, künstlerisch interessante Seitenrisalitbetonung durch wuchtige Fensterverdachung, Eckbetonung durch großen Erker, originale Haustür und Tordurchfahrt. Neue Fenster, Erdgeschoss Putznutung. | 09206342 |
| Weitere Bilder                          | Mietshaus in geschlossener Bebauung | Dresdner Straße 47 (Karte)              | 1. Hälfte 19. Jahrhundert | Baugeschichtlich und hausgeschichtlich von Bedeutung, langgestreckter Putzbau mit qualitätvoller, gründerzeitlicher Fassade, im Kern ältere Bausubstanz, profiliertes Portal mit Verdachung, Erdgeschoss aus Bruchsteinen | 09206204 |
|                                         | Wohnhaus in halboffener Bebauung in Ecklage | Eichbergstraße 12 (Karte)               | 1920 (laut Bauakte) | Städtebaulich und baugeschichtlich von Bedeutung, im Reformstil der Zeit nach 1910 | 09301882 |
| Weitere Bilder                          | Wohnhaus in offener Bebauung | Fichtestraße 1 (Karte)                  | Um 1930 | Baugeschichtlich von Bedeutung, Putzbau mit Anklängen an die Moderne, baukünstlerisch interessanter Klinker-Gliederung in Art-déco-Formen. Dreigeschossig, neue Fenster, Walmdach. | 09206105 |
| Weitere Bilder                          | Verwaltungsgebäude in geschlossener Bebauung | Franz-Mehring-Straße 1 (Karte)          | 1930er Jahre | Markanter langgestreckter Putzbau mit auffälligem Eckerker und figuraler Reliefgestaltung, Eingangsbereich ist durch drei Rundbögen hervorgehoben und durch einen darüber befindlichen Balkon betont, baugeschichtlich und ortsgeschichtlich von Bedeutung. Alte Fenster, Türen, Toreinfahrt schmiedeeisernes Gitter, Gewerkschaftshaus. | 09206345 |
| Weitere Bilder                          | Mietshaus in geschlossener Bebauung | Franz-Mehring-Straße 5 (Karte)          | 1904 | Original erhaltene Jugendstilfassade, baukünstlerisch wertvoll. Schmaler, vierachsiger Bau. | 09206284 |
| Weitere Bilder                          | Mietshaus in geschlossener Bebauung | Franz-Mehring-Straße 6 (Karte)          | Bezeichnet mit 1904 | Baukünstlerisch interessant gestaltetes Jugendstilgebäude, Mittelrisalit durch teilweise rustizierte Pilaster hervorgehoben, figürliche und florale Reliefmotive, Betonung der Mittelachse durch Dacherker mit Bekrönung, originale Haustür erhalten. Fenster neu – denkmalgerecht. | 09206346 |
| Weitere Bilder                          | Mietshaus in geschlossener Bebauung | Franz-Mehring-Straße 7 (Karte)          | Um 1905 | Jugendstilbau mit baukünstlerisch hochwertiger Reliefgestaltung der Fenstergewände und Fassade, Betonung der Mittelachse durch fachwerkverblendetes Zwerchhaus, originale Fenster | 09206347 |
| Weitere Bilder                          | Mietshaus in geschlossener Bebauung | Franz-Mehring-Straße 8 (Karte)          | Um 1905 | Markanter Putzbau mit Jugendstilornament, von baukünstlerischem Interesse. Überformungen im Erdgeschoss, farbige Oberlichtfenster, originale Fenster. | 09206215 |
|                                         | Mietshaus in geschlossener Bebauung | Franz-Mehring-Straße 10 (Karte)         | 1908 | Putzfassade unter Jugendstileinflüssen, bau- und stadtentwicklungsgeschichtliche Bedeutung. Das Gebäude wurde 1908 durch den Döbelner Baumeister Franz Gersten für den Schneidermeister Albert Martin Kerutt errichtet. Es ist Teil des südwestlichen Stadterweiterungsgebiets, dessen Straßen teils durch eine geschlossene Blockrandbebauung, bestehend aus Mietshäusern wie in Rede stehendes Objekt, geprägt ist. Die zurückhaltend gestaltete Putzfassade hat geputzte Gliederungs- und Schmuckelemente, die der Bauzeit entsprechend vom Jugendstil beeinflusst sind. Eine nachträgliche Veränderung stellt lediglich der Umbau des Schneiderladens zu Wohnzwecken dar. Dabei wurde die Fassadenfassung des Erdgeschosses wohl insgesamt etwas vereinfacht. Beachtenswert ist insbesondere die erhaltene bauzeitliche Ausgestaltung des Eingangsbereiches und Treppenhauses. Dazu gehören Terrazzoböden, die Steintreppe mit schmiedeeisernem Geländer, die zweiflügligen Wohnungseingangstüren und die Toilettentüren auf den Treppenzwischenpodesten, überdies die Ausmalung in Schablonentechnik, ein für den Döbelner Mietshausbau nach gegenwärtigem Kenntnisstand seltener Befund. Das Objekt ist zum einen ein anschauliches Beispiel für die Mietshausarchitektur um 1900 allgemein, und zum anderen dokumentiert es die bauliche Entwicklung von Döbeln in jenen Jahren, die von zeittypischen Bauaufgaben wie Mietshäusern in entsprechenden Bebauungsstrukturen (Blockrandbebauung) geprägt war. Unter diesen Aspekten erlangt es bau- und stadtentwicklungsgeschichtliche Bedeutung.                                               | 09307367 |
| Weitere Bilder                          | Gemeindehaus der Landeskirchlichen Gemeinschaft und Wohnhaus in geschlossener Bebauung | Franz-Mehring-Straße 11 (Karte)         | Um 1915 | Baugeschichtlich von Bedeutung, im Reformstil der Zeit um 1910, qualitätvoller, das Straßenbild prägender Putzbau in gutem Originalzustand. Markante Erker mit Putzornament, Eierstabfries im Fenstergewände. | 09206216 |
| Weitere Bilder                          | Mietshaus in geschlossener Bebauung | Franz-Mehring-Straße 12 (Karte)         | Bezeichnet mit 1910 | Baugeschichtlich von Bedeutung, im Reformstil der Zeit um 1910, original erhaltener Putzbau mit straßenbildprägendem Erker, zeittypisches Putzdekor. Originale Fenster und Haustür, Zierfachwerk. | 09206217 |
| Weitere Bilder                          | Pavillon und Plastik im Bürgergarten | Friedrichstraße (Karte)                 | Um 1900 (Gartenpavillon); Anfang 20. Jahrhundert (Sitzstatue)                                                                | Die Plastik von künstlerischer Bedeutung, ein Laute spielender Junge mit Hund, auf quadratischem Sockel, Künstler war Otto Rost, Steinguss (Kunststein), aufgestellt 1956. Der Pavillon auf Anhöhe gelegen. Pavillon von baugeschichtlicher Bedeutung, offene Fachwerkkonstruktion mit geschnitzten Ornamenten, Rückseite geschlossen. Im Park (ehemals Kneißscher Rosengarten, 1907 umbenannt in Bürgergarten). | 09206374 |
| Weitere Bilder                          | Mietshaus in geschlossener Bebauung | Friedrichstraße 2 (Karte)               | Um 1900 | Gründerzeitbau von baukünstlerischer Qualität, Klinkermischbauweise, repräsentative Fassade. Dreigeschossig, Erdgeschoss mit rotem Klinker verkleidet, Obergeschoss mit gelbem Klinker, neue Fenster und Eingangstür, Giebelbekrönung nicht mehr vollständig. | 09206417 |
| Weitere Bilder                          | Mietshaus in geschlossener Bebauung | Friedrichstraße 4 (Karte)               | Um 1900 | Gründerzeitfassade in Klinkermischbauweise von baukünstlerischer Qualität. Dreigeschossig, roter Klinker, gestalterische Betonung der Mittelachse. | 09206418 |
| Weitere Bilder                          | Mietshaus in geschlossener Bebauung | Friedrichstraße 6 (Karte)               | Um 1900 | Baugeschichtlich von Bedeutung, qualitätvoll gegliederte Klinkerfassade in gutem Originalzustand. Dreigeschossig, Wechsel von gelbem und rotem Klinker, neue Fenster, originale Tür. | 09206387 |
|                                         | Wohnhaus in geschlossener Bebauung | Fronstraße 1 (Karte)                    | 1731 (Neuaufbau nach Stadtbrand)                                                                                             | Baugeschichtlich und sozialgeschichtlich von Bedeutung, originaler, zeittypischer Putzbau, Segmentbogenportal mit Schlussstein, klassizistische Haustür, Obergeschoss vermutlich in Fachwerkkonstruktion. Dreigeschossig, zwei Hauseingänge im Erdgeschoss, eine führte vermutlich zum Stall, Dachhecht, veränderte Fenstergrößen im Erdgeschoss, beim Stadtbrand 1730 abgebrannt und 1731 wieder aufgebaut (Quelle: Erfassung 1952). | 09206145 |
| Direkt Bild zu diesem Denkmal hochladen | Haustür | Fronstraße 8 (Karte)                    | Um 1850 | Klassizistische Haustür von handwerklich-baukünstlerischer Qualität, zweiflüglige Holztür, zum Teil alte Beschläge | 09207566 |
| Weitere Bilder                          | Wohnhaus in geschlossener Bebauung | Fronstraße 18 (Karte)                   | 1. Viertel 19. Jahrhundert                                                                                                   | Mit Laden, städtebaulich von Bedeutung, repräsentative Ecklage zur Breiten Straße, baugeschichtlich interessante Umgestaltung der Fassade um 1900, imposanter Dacherker. Zweigeschossig, neue Fenster, saniert. | 09206155 |
| Weitere Bilder                          | Mietshaus in geschlossener Bebauung | Fronstraße 27 (Karte)                   | Um 1900 | Baugeschichtlich von Bedeutung, Gründerzeitgebäude, qualitätvoll gegliederte Klinkerfassade, gestalterische Betonung der Mittelachse, originaler Erhaltungszustand. Erdgeschoss verputzt, neue Fenster (denkmalgerecht), originale Dachgauben. | 09206158 |
| Weitere Bilder                          | Mietshaus in geschlossener Bebauung in Ecklage | Gabelsbergerstraße 1 (Karte)            | Um 1900 | Baugeschichtlich von Bedeutung, gründerzeitlicher Klinker-/Putzbau in städtebaulich markanter Ecksituation, diese gestalterisch betont durch Turmaufbau, originaler Erhaltungszustand | 09206096 |
|                                         | Mietshaus in halboffener Bebauung | Gabelsbergerstraße 2 (Karte)            | Um 1900 | Baugeschichtlich von Bedeutung, gründerzeitlicher Klinkerbau mit Putzgliederung, originale Tür. Dreigeschossig, neue Fenster. | 09206098 |
| Weitere Bilder                          | Mietshaus in halboffener Bebauung in Ecklage | Gabelsbergerstraße 3 (Karte)            | Um 1905 | Baugeschichtlich von Bedeutung, architektonisch interessanter Putzbau, originale Putzhaut und Fenster erhalten, städtebaulich wichtige Ecklage, diese gestalterisch betont, Jugendstilanklänge. Dreigeschossig, Jugendstiltür. | 09206094 |
| Weitere Bilder                          | Mietshaus in halboffener Bebauung | Gabelsbergerstraße 4 (Karte)            | Bezeichnet mit 1905 (nachträglich)                                                                                           | Baugeschichtlich von Bedeutung, weitestgehend originaler Putzbau, Jugendstilfassade, originale Fenster und Jugendstiltür, Dacherker leicht überformt | 09206095 |
|                                         | Mietshaus in geschlossener Bebauung | Gabelsbergerstraße 10 (Karte)           | Um 1915 | Baugeschichtlich von Bedeutung, im Reformstil der Zeit um 1910, zeittypischer Putzbau in gutem Originalzustand. Dreigeschossiger Putzbau, schlichte Fassadengliederung in typischer Formensprache, gestalterische Betonung der äußeren Fassadenachsen durch Erker und Dacherker, zum Teil originale Fenster, originale Haustür. | 09206214 |
|                                         | Mietshaus in geschlossener Bebauung | Gabelsbergerstraße 12 (Karte)           | Um 1915 | Baugeschichtlich von Bedeutung, im Reformstil der Zeit um 1910, zeittypischer Putzbau, markanter Erker und Dacherker, geometrische Putzgliederung, neue Fenster und Haustür | 09206104 |
| Weitere Bilder                          | Mietshaus in geschlossener Bebauung in Ecklage | Gabelsbergerstraße 14 (Karte)           | Um 1915 | Baugeschichtlich von Bedeutung, im Reformstil der Zeit um 1910, städtebaulich wichtiger Putzbau in zeittypischer Formensprache, straßenbildprägende Balkons und Erker. Dreigeschossiger Putzbau, Überformungen im Dachbereich, saniert, neue Fenster. | 09206288 |
| Direkt Bild zu diesem Denkmal hochladen | Rote Villa | Gartenstraße 12 (Karte)                 | Um 1900 | Baugeschichtlich von Bedeutung, markant auf der Anhöhe gelegene gründerzeitliche Klinkervilla, straßenbildprägend, baukünstlerisch interessante Gestaltung des Gebäudes | 09206289 |
|                                         | Pestalozzischule mit Treppenanlage und Geländer | Geyersbergstraße 5 (Karte)              | Um 1925 | Baugeschichtlich von Bedeutung, im Heimatstil, schlichter, zeittypischer Putzbau, straßenbildprägend auf der Anhöhe gelegen, als Schule von ortsgeschichtlicher Bedeutung. Edelputz aus Erbauungszeit, originale Dachdeckung mit Biberschwänzen, profiliertes Portal mit wuchtigem Schlussstein. | 09206222 |
| Weitere Bilder                          | Doppelwohnhaus | Geyersbergstraße 18, 20 (Karte)         | Um 1925 | Bestandteil der genossenschaftlichen Siedlung Geyersberg, von stadtbaugeschichtlicher Bedeutung. Mietshaus mit Tordurchfahrt, Ziegelbau, Natursteinsockel, originaler Putz, Haustür, Treppenhaus, Terrazzoboden, Wohnungstüren, Fenster entstellend erneuert, Fensterläden entfernt. | 09206493 |
|                                         | Wohnhaus in halboffener Bebauung | Geyersbergstraße 24 (Karte)             | Um 1930 | Im Ensemble mit Pestalozzistraße 7 stehendes Genossenschafts-Wohnhaus in zeittypischer Gestaltung, traditioneller Heimatstil, greift städtebauliche Situation gestalterisch auf mit Turmmotiv, von stadtbaugeschichtlicher Bedeutung | 09206420 |
|                                         | Wohnhauszeile und Einfriedung | Geyersbergstraße 36, 38, 40, 42 (Karte) | Um 1930 | In straßenbildprägender Lage stehende Wohnshauszeile, baulicher Bestandteil der Genossenschaftssiedlung Geyersberg, Putzbauten von baukünstlerischer Qualität, Eingangsgestaltung in Klinker mit expressionistischen Formanklängen, von stadtbaugeschichtlicher Bedeutung. Dreigeschossige Putzbauten, Hausnummer 40 und 38 gestalterisch gleich mit wuchtigen Erkern, beide werden gerahmt von Hausnummer 36 und 42 die ebenfalls gleiche Fassadengestaltung aufweisen, originale Fenster und Haustüren. | 09206422 |
|                                         | Wohnhaus in offener Bebauung und Einfriedung | Geyersbergstraße 46 (Karte)             | Um 1930 | Zeittypisches Wohnhaus mit architektonisch interessanter Gestaltung der Eingangsfassade (Treppenhaus), expressionistische Formanklänge, guter Originalzustand, Bestandteil der Genossenschaftssiedlung Geyersberg, von stadtbaugeschichtlicher Bedeutung, siehe Geyersbergstraße 48 | 09206421 |
|                                         | Wohnhaus in offener Bebauung und Einfriedung | Geyersbergstraße 48 (Karte)             | Um 1930 | Zeittypisches Mietshaus mit architektonisch interessanter Gestaltung der Eingangsfassade (Treppenhaus) mit expressionistischen Formanklängen, guter Originalzustand, Bestandteil der Genossenschaftssiedlung Geyersberg, von stadtbaugeschichtlicher Bedeutung. Zweigeschossig, steiles Satteldach, horizontale Klinkerbänderung, Fenster durch Klinkerrahmung zu Gruppen zusammengefasst. | 09206437 |
|                                         | Wohnhaus in offener Bebauung und Einfriedung | Geyersbergstraße 50 (Karte)             | Um 1930 | Zeittypisches Mietshaus der Genossenschaftssiedlung Geyersberg, besterhaltene Siedlung dieser Zeit in Döbeln, gleiche Gestaltung wie Ludwig-Jahn-Straße 28 und 30, von stadtbaugeschichtlicher Bedeutung, siehe Ludwig-Jahn-Straße 28 und 30 | 09206436 |
| Weitere Bilder                          | Krematorium des Urnenfriedhofes von Döbeln und Mauer, mit Bedienstetenwohnhaus und Einfassungsmauern | Geyersbergstraße 107 (Karte)            | 1938 | Putzbau mit Natursteingliederungen in typischer Gestaltung der 1930er Jahre, in markanter landschaftlicher Lage auf einer Anhöhe gelegen, qualitätvolle Einfassung des abfallenden Friedhofgeländes mit Bruchsteinmauern, ortsgeschichtlich, baugeschichtlich und kulturgeschichtlich von Bedeutung | 09207565 |
|                                         | Sowjetisches Ehrenmal | Geyersbergstraße 107 (Karte)            | Nach 1945 | Schlichte Stele mit Stern und russischer Inschrift, Begräbnisort von zwei Kriegsgefangenen und 22 Zwangsarbeitern aus der Sowjetunion, geschichtliche Bedeutung, Sandstein | 09206438 |
| Direkt Bild zu diesem Denkmal hochladen | Vierseithof mit Wohnstallhaus, Scheune, Seitengebäude (zweite Scheune mit Taubenhaus) und Torhaus | Greußnig 1 (Karte)                      | Bezeichnet mit 1818 | Orts- und baugeschichtlich bedeutsame Anlage, ehemaliges Stadtgut von Döbeln. - Torhaus: Rundbogen mit Schlussstein (Stadtwappen), Bruchsteinmauerwerk - Scheune: mit Durchfahrt, Schopfwalmdach - Wohnstallhaus: Schopfwalmdach, Initialen S.D. in Schlussstein | 09206412 |
|                                         | Rotunda-Bau (ehemalige Metall- und Lackwarenfabrik der Firma Johannes Großfuß) | Grimmaische Straße 14 (Karte)           | 1941 | Industriekomplex aus verschiedenen Bauphasen (bis auf den hochwertigen Kopfbau abgebrochen), architektonisch besonders hochwertig der Rotunda-Bau von überregionaler architekturgeschichtlicher Bedeutung (Architekt: Werner Retzlaff), Gestaltung in der Formensprache des Bauhauses, ortsbildprägende Anlage. Gründung der Firma durch den Chemnitzer Kaufmann Johann Großfuß im Jahr 1869, mit Verlagerung des Betriebes wurde die Anlage beträchtlich erweitert. Im Zweiten Weltkrieg wurden nur noch Rüstungsgüter produziert. Rotunda-Bau eigens für die Produktion des Maschinengewehres MG 42 errichtet, viergeschossig, ausgewogenes Verhältnis von Wandfläche zu Durchfensterung, architektonisch gelungene Ecklösung, kreisrunder, turmartig erhöhter Rundbau trifft über dem spitzwinklig zulaufenden Erdgeschoss hervor, Gliederung durch horizontale Fensterbänder. Bis auf den Kopfbau alle anderen Fabrikgebäude abgebrochen (vor 2008), Entwurf möglicherweise von Wilhelm Kreis inspiriert. | 09206450 |
|                                         | Mietshaus in geschlossener Bebauung | Grimmaische Straße 20 (Karte)           | Um 1900 | Baugeschichtlich von Bedeutung, qualitätvolle Gründerzeitfassade in gutem Originalzustand. Dreigeschossig, Erdgeschoss verputzt, Obergeschoss Klinker, in Durchfahrt gründerzeitliches Deckengemälde. | 09206045 |
|                                         | Villa und Einfriedung | Grimmaische Straße 21 (Karte)           | Um 1905 | Straßenbildprägendes gründerzeitliches Villengebäude mit Zierfachwerk und Erker, interessanter Bauschmuck aus Porphyr, wertvolle Originalfenster, baukünstlerisch bedeutsam. Zweigeschossig, geschweifter Giebel, originale Fenster. | 09206273 |
|                                         | Mietvilla, Remise und Einfriedung | Grimmaische Straße 23 (Karte)           | Um 1910 | Straßenbildprägender gründerzeitlicher Putzbau mit markantem Zierfachwerk und Türmchen, Funktionszusammenhang von Villa und Remise gut erfahrbar, baugeschichtlich und -künstlerisch bedeutsam. Gebäude ist saniert, neue, denkmalgerechte Fenster, qualitätvolle Einfriedung aus Erbauungszeit, schlichte Remise. | 09206267 |
| Weitere Bilder                          | Wohnhaus, Seitengebäude, Einfriedung und Handschwengelpumpe | Hainichener Straße 33 (Karte)           | Um 1840 | Baugeschichtlich und sozialgeschichtlich von Bedeutung, eines der wenigen noch erhaltenen Zeugnisse der dörflichen Bebauung, ortsbildprägende Lage. - Wohnhaus: Putzfassade (erneuert), Mansarddach mit Gauben und alter Biberschwanzdeckung, Schlussstein über Portal, Fenster und Türen entstellend erneuert - Seitengebäude: Erdgeschoss massiv, Obergeschoss Fachwerk (verputzt), alte Fenster, Verhältnis Öffnungen zur Wandfläche weitgehend intakt - einfache Handschwengelpumpe im Hof | 09206486 |
|                                         | Wohnhaus in offener Bebauung mit Einfriedung | Heinrich-Heine-Straße 4 (Karte)         | Um 1930 | Baugeschichtlich von Bedeutung, im Heimatstil, zeittypischer, traditionalistischer Wohnhausbau mit markantem Satteldach, originaler Erhaltungszustand mit alten Fensterläden, Fenstern | 09206307 |
|                                         | Wohnhaus in offener Bebauung mit Einfriedung | Heinrich-Heine-Straße 12 (Karte)        | 1920er Jahre | Baugeschichtlich von Bedeutung, im Art-déco-Stil, originaler Erhaltungszustand mit alten Fenstern | 09301875 |
| Weitere Bilder                          | Aussichtsturm (sogenannter Holländerturm) und benachbarter Rest einer Turmholländerwindmühle | Holländer Weg 46 (Karte)                | 1874 (Mühle); 1900 (Aussichtsturm)                                                                                           | Die um 1874 errichtete Turmholländerwindmühle hat neben einer technikgeschichtlich Bedeutung auch einen Seltenheitswert, da im Döbelner Umland hauptsächlich Wassermühlen errichtet wurden. Der Aussichtsturm aus Backstein von gestalterischer Qualität mit Blendarkaden, sogenannter Holländerturm, ist baugeschichtlich und ortsgeschichtlich von Bedeutung sowie wichtig als Landmarke. Auf einer Anhöhe (Staupitzberg) nördlich der Stadt neben der Ruine der Holländermühle stehender Aussichtsturm mit Plattform, auf quadratischem Grundriss. Turmholländerwindmühle: roter Porphyr (Rochlitzer Porphyrtuff?), Feldstein, runder Grundriss, lediglich Mühlenturm erhalten, Haube bereift. Um 1874 errichtete der Müller Wilhelm Schuricht auf dem Staupitzberg ein Mühlengut bestehend aus einem Wohnhaus und einer Turmholländermühle. Windmühlen wurde in der Döbelner Gegend sehr selten errichtet. So kommt der Turmholländerwindmühle neben einer technikgeschichtlichen Bedeutung auch ein Seltenheitswert zu. Stilllegung 1900, Übernahme von Robert Stelzig, Einrichtung einer Gastwirtschaft und Bau des Aussichtsturmes in Ziegelbauweise, Eröffnung am 20. Mai 1900, 1920 Übernahme durch Kurt Hößler, Gaststätte Treffpunkt der Döbelner Arbeiter (Gründung der SPD-Ortsgruppe?), Name „Holländerturm“ etabliert sich, im Zweiten Weltkrieg als Beobachtungsposten der Wehrmacht genutzt, dazu Einbau eines Aufenthaltsraumes für die Soldaten, 1954 Einbau einer Antennenanlage für die Deutsche Post, dadurch Schäden an der Substanz, 1990 Abbau der Antennenanlage, Stilllegung des Turmes, 2017 geschlossen, Privatgelände. | 09206443 |
| Weitere Bilder                          | Kulturhaus (ohne Saalanbau) | Industriestraße (Karte)                 | Um 1950 | Sozial- und ortsgeschichtlich interessanter Bau, ehemals zu einem Betrieb gehörendes Kulturhaus, im Stil der Nationalen Bautradition der frühen DDR, guter Originalzustand, letzter Vertreter der Gattung Kulturhaus in Döbeln. Parallel zur Straße stehender Bau, zweigeschossig, verputzt, schlicht, originale Fenster. | 09206426 |
|                                         | Fabrikantenvilla in offener Bebauung (Eisengießerei C. Grieben & Richter) | Industriestraße 2 (neben) (Karte)       | Um 1870 | Fabrikant Franz Richter, langgestreckter, baukünstlerisch wertvoll gestalteter Putzbau in gutem Originalzustand, neogotische Formensprache. Zweigeschossig mit Drempel, originale Putzhaut ist erhalten, Relieffries trennt Erdgeschoss und erstes Obergeschoss, straßenbildprägend für Rossweiner Straße, interessant die Jugendstilstützkonstruktion für den Erker an der Rückfassade. | 09206425 |
| Weitere Bilder                          | Niederbrücke | Johannisstraße (Karte)                  | Um 1930/1950 | Baugeschichtlich und technikgeschichtlich von Bedeutung, aus Porphyrbruchsteinen in Rundbogen mit Schlussstein, gemauerte Brücke über den Flutgraben, Sandsteinbossenrustika | 09206344 |
| Weitere Bilder                          | Wohnhaus mit Laden in geschlossener Bebauung in Ecklage | Johannisstraße (Karte)                  | Um 1890 | Baugeschichtlich von Bedeutung, markanter, kleinteiliger schmaler Gründerzeitbau am Niedermarkt in städtebaulich wichtiger Lage. Dreigeschossig, verkröpftes Gesims, Ädikularahmung, Traufgesims ornamentiert und mit Konsolen versehen. | 09206120 |
| Weitere Bilder                          | Pfarr- und Gemeindehaus in offener Bebauung | Kleine Kirchgasse 1 (Karte)             | Bezeichnet mit 1732 | Putzbau mit barockem Porphyrportal, Segmentbogen mit Schlussstein, ortsgeschichtlich und baugeschichtlich bedeutsam. In den Erfassungsbögen von 1952 als Pfarrhaus bezeichnet, nach dem Stadtbrand von 1730 wieder aufgebaut, Schlussstein bezeichnet mit 1732. | 09206174 |
| Weitere Bilder                          | Doppelmietshaus in Ecklage | Kleine Kirchgasse 16, 17 (Karte)        | Um 1900 | Baugeschichtlich von Bedeutung, Mietshaus in markanter städtebaulicher Ecklage, gründerzeitliche Klinkerfassade, zahlreiche originale Bauelemente | 09206178 |
| Weitere Bilder                          | Wohnhaus in halboffener Bebauung und Seitengebäude (Obermühle) | Kleine Kirchgasse 19 (Karte)            | Bezeichnet mit 1866 | Schlichter Putzbau aus Bruchsteinen errichtet, originale Fenstergewände, ortsgeschichtlich als ehemalige Obermühle von Bedeutung, schönes Portal. Drempelgeschoss, im Seitengebäude schönes Portal mit Verdachung. | 09206180 |
| Weitere Bilder                          | Pfarrhaus in halboffener Bebauung in Ecklage | Kleine Kirchgasse 20 (Karte)            | Ende 19. Jahrhundert | Baugeschichtlich und ortsgeschichtlich von Bedeutung, in bemerkenswerter städtebaulicher Ecklage stehender Bau, unmittelbar an der Nikolaikirche, originale Fenstergewände mit gekehlten Gewänden, Dacherker, im neogotischen Stil, zweigeschossig | 09206179 |
| Weitere Bilder                          | Wohnhaus in offener Bebauung und Einfriedung | Klostergärten 3 (Karte)                 | Um 1870 | Klassizistisch gegliederter Putzbau, weitestgehend original erhalten, Betonung der Mittelachse durch korinthische Pilaster und Dreiecksgiebel, alte Haustür und originale Einfriedung, baugeschichtlich bedeutsam | 09206242 |
|                                         | Straßenpflaster | Klostergäßchen (Karte)                  | Um 1800 | Straßenbildprägend von Bedeutung, vermutlich originales Straßenpflaster des Klostergäßchens | 09206328 |
| Weitere Bilder                          | Portal und im Innern Reste der ehemaligen Klosteranlage (das Wohnhaus abgebrochen und durch Neubau ersetzt) | Klostergäßchen 2 (Karte)                | Bezeichnet mit 1801, im Kern älter                                                                                           | Baugeschichtlich von Bedeutung, ehemals ein kleinbürgerliches Wohnhaus im Klosterviertel, erhalten blieb das barocke Korbbogenportal mit Schlussstein und im Innern mutmaßliche Reste der inneren Westwand der Klosterkirche. Originale Haustür, bis auf eine Mauer im Innern (vermutlich Teil des ehemaligen Klosters) abgebrochen, barockes Portal teilweise für den Neubau wiederverwendet. | 09206292 |
| Direkt Bild zu diesem Denkmal hochladen | Erdgeschoss-Reste eines Wohnhauses in halboffener Bebauung (übriges Wohnhaus größtenteils abgebrochen und durch Neubau ersetzt)                                                                                      | Klostergäßchen 6 (Karte)                | Kern 16. Jahrhundert | Baugeschichtlich von Bedeutung, die Reste des schlichten Putzbaus in ihrer Gestaltung typisch für das Klosterviertel (das abgebrochene Obergeschoss in verputzter Fachwerkkonstruktion), originale Fenstergewände im verbliebenen Erdgeschoss. Eingangsgewände nur noch zum Teil erhalten, größtenteils Abbruch (bis auf Teile des Erdgeschosses) vor 2008. | 09206293 |
| Weitere Bilder                          | Wohnhaus in geschlossener Bebauung | Klostergäßchen 9 (Karte)                | Um 1800 | Baugeschichtlich und sozialgeschichtlich von Bedeutung, bemerkenswertes Wohnhaus mit barockem Porphyrportal und Schlussstein, Obergeschoss in verputzter Fachwerkkonstruktion, markantes zweigeschossiges Mansarddach, im Erdgeschoss neue Fenstergewände | 09206329 |
|                                         | Wohnhaus (ehem. Gasthof) in halboffener Bebauung | Klosterstraße 7 (Karte)                 | Um 1800 | Baugeschichtlich und ortsgeschichtlich von Bedeutung, zeittypischer Putzbau, baukünstlerisch interessante Fenstergewände im Obergeschoss, städtebaulich wichtige Lage in unmittelbarer Nähe zum Klostergut. Erdgeschoss überformt, Schopfwalmmansarddach. Nebengebäude mit Obergeschoss in Fachwerkkonstruktion vor 2008 abgebrochen. | 09206304 |
|                                         | Wohnhaus in offener Bebauung | Klosterstraße 10 (Karte)                | Um 1800 | Baugeschichtlich und sozialgeschichtlich von Bedeutung, kleines Wohnhaus in unmittelbarer Nähe zum Klostergut, originales barockes Korbbogenportal mit Schlussstein. Zweigeschossig, im Erdgeschoss Fensteröffnungen vermutlich vergrößert, Dachausbau. | 09206301 |
| Weitere Bilder                          | Bauten und Einfriedungsmauer des Klosterguts | Klosterstraße 11 (Karte)                | 14. Jahrhundert im Kern, später mehrfach verändert                                                                           | Gebäude und Kellerreste des Klostergutes mit gewölbten Räumen, das Wohnhaus mit Renaissancegewänden, Sitznischenportal und einem gotischen Vorhangbogen, ortsgeschichtlich und bauhistorisch von großer Bedeutung. Von den Klostergebäuden und der Kirche ist nichts erhalten. Allein vom Klostergut existieren noch Gebäudereste mit gewölbten Räumen, Renaissancegewänden, Sitznischenportal und einem gotischen Vorhangbogen. | 09206302 |
| Direkt Bild zu diesem Denkmal hochladen | Wohnhaus | Klosterstraße 16 (Karte)                | 1. Viertel 19. Jahrhundert                                                                                                   | Bestandteil des Klosterviertels, von stadtbaugeschichtlichem Wert. Erdgeschoss massiv, Obergeschoss Fachwerk, Dach verändert, neuer Eingang. | 09207712 |
|                                         | Wohnhaus in geschlossener Bebauung | Klosterstraße 22 (Karte)                | Bezeichnet mit 1801 | Baugeschichtlich und sozialgeschichtlich von Bedeutung, kleinbürgerlicher Putzbau mit barockem Segmentbogenportal und Schlussstein, stadtbaugeschichtlich interessant. Haus ist saniert, neues Dach. | 09206296 |
|                                         | Mietshaus in geschlossener Bebauung | Körnerplatz 5 (Karte)                   | 1899 (laut Bauakte) | Baugeschichtlich von Bedeutung, gründerzeitlicher Bau in städtebaulich interessanter Lage am Körnerplatz, vertikale Gliederung durch zahlreiche Klinkerpilaster, Fassade ist hervorgehoben durch reiche Bauplastik, Bau wird auch durch zwei Dacherker hervorgehoben, saniert | 09206348 |
|                                         | Mietshaus in geschlossener Bebauung | Körnerplatz 6 (Karte)                   | Bezeichnet mit 1898 | Baugeschichtlich von Bedeutung, gründerzeitliches Gebäude in Klinkermischbauweise, im Stil der deutschen Neorenaissance, Gestaltungsvielfalt mit Plastiken, Konsolen, interessanten Fensterverdachungen, baukünstlerisch und städtebaulich bedeutend, neue Fenster und Tür | 09206286 |
|                                         | Mietshaus in geschlossener Bebauung | Körnerplatz 7 (Karte)                   | Um 1900 | Baugeschichtlich von Bedeutung, reich gestalteter, gründerzeitlicher Klinkerbau, originaler Erhaltungszustand, baukünstlerisch interessant, im Stil der deutschen Neorenaissance. Dreigeschossig, neue Fenster und Türen. | 09206285 |
|                                         | Mietshaus in geschlossener Bebauung | Körnerplatz 13 (Karte)                  | Um 1900 | Baugeschichtlich von Bedeutung, gründerzeitlicher Bau in Klinkermischbauweise, mit platzbildprägendem Volutengiebel, in städtebaulich wichtiger Lage als Platzrandbebauung, im Stil der deutschen Neorenaissance, neue Fenster | 09206283 |
|                                         | Mietshaus in halboffener Bebauung | Körnerplatz 17 (Karte)                  | 1892 (laut Bauakte) | Baugeschichtlich von Bedeutung, städtebaulich bedeutsam am Körnerplatz gelegener Gründerzeitbau mit Klinkerfassade, Fenster durch bauplastischen Schmuck hervorgehoben, Mittelerker durch geschweifte Haube bekrönt, originale Haustür | 09206350 |
|                                         | Mietshaus in geschlossener Bebauung | Körnerplatz 18 (Karte)                  | Bezeichnet mit 1892 | Baugeschichtlich von Bedeutung, gründerzeitlicher Klinkerbau, Randbebauung des Körnerplatzes, städtebaulich wichtig | 09206282 |
|                                         | Mietshaus in Ecklage | Körnerplatz 19 (Karte)                  | Bezeichnet mit 1904 | Baugeschichtlich von Bedeutung, Mietshaus in städtebaulich markanter Lage am Körnerplatz, zu seiner gründerzeitlichen Bebauung gehörend, qualitätvolle Klinkerfassade, Eckbetonung durch Eckerker, Hervorhebung der Seitenrisalite durch Eckbossen, plastischer Schmuck, Balkone mit schmiedeeisernen Gittern | 09206351 |
| Weitere Bilder                          | Körnerplatzschule mit Turnhalle | Körnerplatz 20 (Karte)                  | Bezeichnet mit 1890 | Baugeschichtlich, ortsgeschichtlich und platzbildprägend von Bedeutung, langgestreckter gründerzeitlicher Putzbau mit Putznutung, Gebäude beherrscht den Platz, Mittelrisalit wird zusätzlich durch Mittelachse betont, Eingangsportal wird von je einem Halbsäulenpaar flankiert, Seitenrisalite leicht hervorgehoben. Abschüssiges Gelände, originale Fenster und Portal. | 09206349 |
|                                         | Mietshaus in Eckbebauung | Külzstraße 2 (Karte)                    | Bezeichnet mit 1912 | Putzbau im Reformstil der Zeit um 1910, strenge Putzgliederung, Ecken durch turmartige Erker und Seiten mit großflächigen Kastenerkern und breiten Halbrundgiebeln betont, durch Ecklage straßenbildprägend, baugeschichtlich und ortsentwicklungsgeschichtlich von Bedeutung | 09206238 |
|                                         | Mietshaus in geschlossener Bebauung | Külzstraße 4 (Karte)                    | Um 1910 | Baugeschichtlich von Bedeutung, im Reformstil der Zeit um 1910, Putzbau mit strenger Fassadengliederung, qualitätvolle Gestaltung von baukünstlerischem Wert. Treppenhaus, Fenster, Tür und Dach weitgehend original, Mansarddach, großer Dacherker. | 09206237 |
| Direkt Bild zu diesem Denkmal hochladen | Mietshaus in offener Bebauung in Ecklage | Leipziger Straße 9 (Karte)              | Um 1900 | Baugeschichtlich von Bedeutung, reich gestalteter Gründerzeitbau in markanter städtebaulicher Ecklage, Klinkermischbauweise, neue Fenster | 09206326 |
|                                         | Wohnhaus in geschlossener Bebauung | Leipziger Straße 14 (Karte)             | Um 1850 | Baugeschichtlich von Bedeutung, spätklassizistischer Putzbau mit originalem Portal und Verdachung, Erdgeschoss mit Putznutung, Konsolgesims. Saniert, neue Fenster, neuer Dachhecht, Bruchsteinmauerwerk (unter Putz). | 09206440 |
| Weitere Bilder                          | Wohnhaus in offener Bebauung mit Seitenflügel im Hof, Einfriedung und Hinterhaus | Leipziger Straße 18 (Karte)             | Um 1880 | Baugeschichtlich, künstlerisch und kunstgeschichtlich von Bedeutung, für Döbeln außergewöhnlicher Putzbau mit auffälligen neogotischen Elementen in Formziegeln, markanter Dachgiebel, hochwertiges Treppenhaus mit Oberlicht. Neue Fenster, Haustür originale Beschläge. | 09206298 |
| Direkt Bild zu diesem Denkmal hochladen | Mietshaus in offener Bebauung | Leipziger Straße 23 (Karte)             | Um 1890 | Baugeschichtlich von Bedeutung, repräsentativer, gründerzeitlicher Bau mit roter Klinkerfassade, künstlerisch interessante Fensterverdachung und auffällige Dacherkerbekrönung, Krüppelwalmdach, originales Vorhaus in Holzkonstruktion im Schweizer-Haus-Stil, neue Fenster | 09206299 |
| Direkt Bild zu diesem Denkmal hochladen | Mietshaus in halboffener Bebauung | Leipziger Straße 24 (Karte)             | Um 1850 | Baugeschichtlich und sozialgeschichtlich von Bedeutung, schlichter Putzbau in weitestgehend originalem Zustand, künstlerisch interessantes Portal mit Verdachung. Dachpappendach, neue Fenster. | 09206297 |
| Direkt Bild zu diesem Denkmal hochladen | Mietshaus in halboffener Bebauung | Leipziger Straße 26 (Karte)             | Um 1860 | Baugeschichtlich von Bedeutung, frühhistoristischer Putzbau, Pilastergliederung mit qualitätvoll plastisch ausgebildeten Kapitellen, originale Haustür und Putz. Mittlerer Balkon zerstört, Bruchsteinmauerwerk in schlechtem Zustand. | 09206300 |
| Direkt Bild zu diesem Denkmal hochladen | Wohnhaus | Leipziger Straße 52 (Karte)             | Um 1895 | Baugeschichtlich von Bedeutung, eines der wenigen weitgehend im Originalzustand erhaltenen Häuser im Schweizer-Haus-Stil, mit Vorgespärre am Giebel. Wohnhaus mit Putzfassade, Ziegelsockel (rot), originale Biberschwanzdeckung, an Giebeln Vorgespärre (unvollständig), originale Fenster, Winterfenster, Haustür, Treppe, hölzerner Vorbau, Bodenfliesen, Wohnungstür, Putz. | 09206446 |
|                                         | Mietshaus in geschlossener Bebauung | Leisniger Straße 2 (Karte)              | Um 1900 | Baugeschichtlich wichtiger Bestandteil des gründerzeitlichen Architekturensembles, guter Originalzustand. Dreigeschossig, Klinkermischbauweise, originale hölzerne Haustür, Obergeschoss roter Klinker, Sandsteingewände. | 09207569 |
|                                         | Mietshaus in geschlossener Bebauung | Leisniger Straße 4 (Karte)              | Um 1900 | Baugeschichtlich und künstlerisch interessant, qualitätvoll gestaltete Putzfassade mit Jugendstilelementen, guter Originalzustand. Dreigeschossig, siebenachsiger Putzbau, Sockel verputzt, Putzgliederung, Satteldach mit Schieferdeckung, Zwerchgiebel überformt. | 09206276 |
|                                         | Mietshaus in halboffener Bebauung | Leisniger Straße 30 (Karte)             | Bezeichnet mit 1902 | Baugeschichtlich und künstlerisch von Bedeutung, reich gestaltete Gründerzeitfassade in Klinkermischbauweise, Fenstergewände in auffälligen Jugendstilformen. Roter Klinker, Erdgeschoss verputzt mit Bändern horizontal gegliedert. | 09206452 |
|                                         | Wohn- und Bürogebäude in offener Bebauung | Ludwig-Jahn-Straße 4 (Karte)            | Um 1925 | Bestandteil der genossenschaftlichen Siedlung Geyersberg, Geschäftssitz der Genossenschaft, ortsgeschichtliche Bedeutung, weitgehend im Originalzustand erhalten, von stadtbaugeschichtlicher Bedeutung. Natursteinsockel, originaler Putz, originale Fenster, originale Haustür, Innentüren, Windfangtür, Fußbodenkacheln, Treppenstufen aus Granit, Handlauf. | 09206494 |
|                                         | Wohnhaus in offener Bebauung und Einfriedung | Ludwig-Jahn-Straße 28 (Karte)           | Um 1930 | Zur Genossenschaftssiedlung Geyersberg gehörendes, zeittypisches Mietshaus in gutem Originalzustand, besterhaltene Siedlung dieser Zeit in Döbeln, gleiche Gestaltung wie Ludwig-Jahn-Straße 30 und Geyersbergstraße 50, von stadtbaugeschichtlicher Bedeutung. Zweigeschossig, Putzbänderung, mit Klinkerornament versehene Eingangssituation, steiles Satteldach. | 09206435 |
|                                         | Wohnhaus in offener Bebauung und Einfriedung | Ludwig-Jahn-Straße 30 (Karte)           | Um 1930 | Zur Genossenschaftssiedlung gehörendes, zeittypisches Mietshaus in gutem Originalzustand, besterhaltene Siedlung Döbelns aus dieser Zeit, gleiche Gestaltung wie Ludwig-Jahn-Straße 28 und Geyersbergstraße 50, von stadtbaugeschichtlicher Bedeutung. Zweigeschossig, Putzbänderung, mit Klinkerornament versehene Eingangssituation, steiles Satteldach. | 09206434 |
| Weitere Bilder                          | Nikolaikirche mit Ausstattung | Lutherplatz (Karte)                     | 1333 (Kirche); um 1510 gefasst (Mirakelmann); 1515/1516 (Altar); bezeichnet mit 1599 (Kanzel); 1929 (Orgel)                  | Baugeschichtlich, künstlerisch, ortsbildprägend, städtebaulich und ortsgeschichtlich von Bedeutung, eindrucksvolle gotische Hallenkirche, dreischiffig, das Mittelschiff mit 5/8-Schluss, eingezogener Westturm mit barockem Aufbau. Am nördlichen Strebepfeiler des Chores Darstellung der Kreuzigung, um 1480, daneben Bauinschrift, die oberen Geschosse des Turmes mit Vorhangbogenfenstern, datiert 1504, der barocke filigrane Aufbau mit geschweifter Haube und zwei filigranen Laternen, Westportal mit reich profiliertem Gewände, um 1370, Maßwerk und Wimperg von 1885, Maßwerkfenster des Chores, 14. Jahrhundert, 1885 überformt, an der Südseite Sakristei (ehemalige Marienkapelle), 1403 erstmals erwähnt. Ausstattung: - spätgotischer, zweifach wandelbarer Flügelaltar vom sogenannten Meister des Döbelner Hochaltares, um 1515/16 - Kanzel von David Schatz, bezeichnet mit 1599 - Sandstein-Taufe, 1886 - Orgel von Hermann Eule Orgelbau Bautzen, 1929 - bewegliches, lebensgroßes Kruzifix, sogenannter Mirakelmann, um 1510 - Buntglasfenster der Firma Türcke aus Zittau - Grabdenkmäler des 17. und 18. Jahrhunderts | 09206183 |
| Weitere Bilder                          | Lutherdenkmal | Lutherplatz (Karte)                     | Bezeichnet mit 1902 | Künstlerisch von Bedeutung, auf hohem Porphyrsockel, vom Bildhauer Ernst Wilhelm Paul geschaffen | 09206184 |
| Weitere Bilder                          | Grabmale | Lutherplatz (Karte)                     | 17./18. Jahrhundert | 14 sandsteinerne Grabmale aus der Barockzeit (teilweise in den Spitzbogennischen der angrenzenden Stadtmauer) | 09206182 |
| Weitere Bilder                          | Stadtmauerrest am Kirchhof, mit Spitzbogennischen | Lutherplatz (Karte)                     | 14./15. Jahrhundert | Ca. 10 m langes Stück Stadtmauer aus Bruchsteinen (in den Spitzbögen alte Grabsteinplatten), von stadtbaugeschichtlichem und ortsgeschichtlichem Wert | 09206181 |
| Weitere Bilder                          | Alte Mädchenschule in offener Bebauung | Lutherplatz 1 (Karte)                   | Bezeichnet mit 1819 | Fein gestalteter Putzbau, als ehemalige Mädchenschule von ortsgeschichtlicher Bedeutung, städtebaulich bedeutsam da unmittelbar an der Kirche gelegen, klassizistisches Portal. Zweigeschossig, Inschriftentafel, von 1820 bis 1869 als Mädchenschule genutzt, nach 1870 zeitweise Nutzung als Arresthaus (Quelle: Erfassungsbögen 1952). | 09206176 |
| Weitere Bilder                          | Schule (zwei Hausnummern) in offener Bebauung (alte Knabenschule, Lutherplatzschule) | Lutherplatz 4, 5 (Karte)                | Um 1880 | Baugeschichtlich von Bedeutung, aufwendig gestalteter gründerzeitlicher Putzbau in markanter städtebaulicher Lage am Lutherplatz, weitestgehend original erhalten, von ortsgeschichtlicher Bedeutung, dreigeschossig | 09206173 |
| Weitere Bilder                          | Wohnhaus in geschlossener Bebauung | Marktstraße 4 (Karte)                   | Um 1800 | Mit Laden, baugeschichtlich wertvolles Gebäude, alte Bausubstanz und Stichbogenportal um 1800, Fassade der Gründerzeit. Qualitätvolle Fassadengliederung, das Obergeschoss vom Ende des 19. Jahrhunderts. | 09206043 |
| Weitere Bilder                          | Wohnhaus in geschlossener Bebauung | Marktstraße 5 (Karte)                   | Anfang 19. Jahrhundert | In seiner Bausubstanz altes Gebäude von stadtbaugeschichtlichem Wert. Zweigeschossig, entstellender Dachausbau, neue Fenster. | 09206314 |
|                                         | Wohnhaus in geschlossener Bebauung | Marktstraße 6 (Karte)                   | Um 1840 | Baugeschichtlich von Bedeutung, weitestgehend originale, klassizistisch gegliederte Putzfassade, profilierte Fenstergewände, Putzquaderung. Zweigeschossiger Putzbau, Bau ist saniert, entstellender, neuer Dachausbau, im Hausflur alte Türen und Beschläge. | 09206313 |
| Weitere Bilder                          | Wohnhaus in geschlossener Bebauung | Marktstraße 10 (Karte)                  | Um 1900 | Baugeschichtlich von Bedeutung, gründerzeitliche Klinkerfassade | 09301879 |
| Weitere Bilder                          | Wohnhaus in geschlossener Bebauung | Marktstraße 11 (Karte)                  | Um 1800 | Putzfassade, originales barockes Segmentbogenportal aus Porphyr mit Schlussstein, dieser mit Kartusche, baugeschichtlich von Bedeutung. Abbruch 2002 zugestimmt, 2008 noch nicht abgebrochen, später saniert. | 09206190 |
| Direkt Bild zu diesem Denkmal hochladen | Wohnhaus (zwei Hausnummern) in offener Bebauung | Mastener Straße 2, 3 (Karte)            | Um 1925 | Baugeschichtlich von Bedeutung, mit originalem Putz und Putzgliederung, zeittypisches Gebäude in städtebaulich markanter Situation. Sockel in Polygonalmauerwerk, alte Bodenfliesen, Innentüren, Treppenhaus, Fenster und Dachdeckung, entstellend erneuert. | 09206458 |
| Direkt Bild zu diesem Denkmal hochladen | Fabrikgebäude in offener Bebauung | Mastener Straße 4, 6 (Karte)            | Um 1900 | Industriegeschichtliches Zeugnis mit qualitätvoller Fassade in städtebaulich exponierter Situation. Klinkerfassade, Sockel, Polygonalquader, Kunststeingewände, alte Fenster. | 09206459 |
|                                         | Wohnhaussiedlung | Max-Planck-Straße 11, 13, 15 (Karte)    | 1930er Jahre | Typische Wohnhäuser der 1930er Jahre, stadtbaugeschichtliches Zeugnis der Bautätigkeit um 1930, künstlerisch gestaltete Hauseingänge mit figürlichen Reliefs, Teil einer kleinen Wohnanlage, siehe auch Weststraße 12, 13, 14 | 09206275 |
|                                         | Wohnhaus in offener Bebauung mit Einfriedung | Mozartstraße 4 (Karte)                  | Um 1925 | Original erhaltenes und verkleidetes Holzhaus, möglicherweise Hellerau-Fertighaus, als Holzhaus von architekturhistorischem Interesse. Einfriedung, Fenster und Türen weitestgehend original. | 09206239 |
|                                         | Wohnhaus | Niedermarkt 2 (Karte)                   | Um 1890 | Mit Laden, baugeschichtlich von Bedeutung, städtebaulich wichtig als Marktrandbebauung, Gründerzeitgebäude. Dreigeschossig, Erdgeschoss überformt im Zuge der Sanierung 1992, Zwerchhaus mit geschwungenem Giebel, Satteldach mit Biberschwanzziegeln. | 09206507 |
|                                         | Wohnhaus in geschlossener Bebauung | Niedermarkt 3 (Karte)                   | Um 1890 | Mit Laden, baugeschichtlich von Bedeutung, städtebaulich wichtig als Marktrandbebauung, Gründerzeitgebäude. Dreigeschossig, plastische horizontale Gliederung, Sockelgeschoss überformt mit der Sanierung 1992. | 09206124 |
|                                         | Wohnhaus in geschlossener Bebauung | Niedermarkt 7 (Karte)                   | Bezeichnet mit 1908 | Mit Laden, baugeschichtlich und städtebaulich von Bedeutung, im Reformstil der Zeit um 1910, beherrschender repräsentativer Bau am Niedermarkt. Viergeschossig, Sockelgeschoss umgebaut, erstes Obergeschoss hervorgehoben, hochrechteckige Fenstergruppen, Mittelachse durch Runderker betont, Jugendstilornamentik in Putzspiegeln, Satteldach mit Hechtgaupe. | 09206121 |
| Weitere Bilder                          | Wohnhaus in geschlossener Bebauung in Ecklage und Nebengebäude (Heckelhaus) | Niedermarkt 15 (Karte)                  | Mitte 18. Jahrhundert | Ortsgeschichtlich wichtiger Bau in städtebaulich markanter Ecklage, Schopfwalmdach mit Hecht, repräsentative Eingangssituation mit geschweiftem Giebel und Wappenkartusche, Geburtshaus des Malers Erich Heckel, zweigeschossig. Zweigeschossiger Putzbau über längsrechteckigem Grundriss mit repräsentativem Hauseingang mit geschweiftem Giebel und Wappenkartusche, weiterhin regelmäßig angeordneten Rechteckfenstern mit Klappläden (vermutlich nachträglich), abgeschlossen durch ein Krüppelwalmdach mit großem Hecht. Im Haus wurde am 31. Juli 1883 der expressionistische Maler Erich Heckel geboren. Diese Tatsache begründet die große personengeschichtliche und ortsgeschichtliche Bedeutung des Hauses. Dem Gebäude kommt weiterhin eine baugeschichtliche Bedeutung zu, als authentisch erhaltenes Beispiel bürgerlichen Bauens um 1800. | 09206039 |
| Weitere Bilder                          | Wohnhaus in geschlossener Bebauung | Niedermarkt 16 (Karte)                  | Bezeichnet mit 1732 | Baugeschichtlich und städtebaulich von Bedeutung, sehr gut erhaltener, zeittypischer Putzbau, Randbebauung des Niedermarktes, barockes Segmentbogenportal mit Wappenschlussstein (Datierung). Zweigeschossig, Datierung im Portalschlussstein 1732 oder 1752, vor 2008 stark umgebaut. Schaufenstereinbrüche, Dachausbau, Portal versetzt. | 09206038 |
|                                         | Wohnhaus in geschlossener Bebauung | Niedermarkt 18 (Karte)                  | Mitte 19. Jahrhundert | Baugeschichtlich und städtebaulich von Bedeutung, zeittypisches, original erhaltenes Wohnhaus, städtebaulich wichtig als Randbebauung des Niedermarktes. Zweigeschossig, originale Fenstergewände und Fenster, neue Türen, Dachbereich verändert. | 09206061 |
| Weitere Bilder                          | Wohnhaus in geschlossener Bebauung in Ecklage | Niedermarkt 22 (Karte)                  | Bezeichnet mit 1935 | Baugeschichtlich und städtebaulich von Bedeutung, zeittypischer Putzbau der 1930er Jahre, durch Erker betonte Ecklage, plastischer Bauschmuck, barocker Schlussstein vermutlich vom Vorgängerbau. Originale Fenster, Erdgeschoss neue Fenster, figürlich Schmuck u. a. Merkurfigur, Schlussstein bezeichnet mit 1733 und erneuert. | 09206142 |
| Weitere Bilder                          | Ehemalige Kinderbewahranstalt, heute Deutsches Pferdebahnmuseum Döbeln | Niederwerder 6 (Karte)                  | 1903 laut Auskunft | Seit 2009 Museum, ortsgeschichtlich sowie städtebaulich bedeutsamer Gebäudekomplex in qualitätvoller Gestaltung. Hauptgebäude mit Vordach und Eingang in originaler Holzkonstruktion und Türgestaltung, eingeschossiger Putzbau auf polygonalem Natursteinsockel, bis 2002 Kindergarten, neben Breite Straße 12. | 09206227 |
|                                         | Straßenbahnwagen zur Personenbeförderung | Niederwerder 6 (Karte)                  | 1899 | Wagen Nr. 1 der Meißner Straßenbahn, jetzt im Besitz des Traditionsvereins Döbelner Pferdebahn e. V., verkehrs- und technikgeschichtlich bedeutsam | 09299724 |
| Weitere Bilder                          | Villa, Einfriedung mit Torhäuschen, Garten und Remise | Nordstraße 1b (Karte)                   | Bezeichnet mit 1923 (Villa); bezeichnet mit 1925 (Pforte)                                                                    | Baugeschichtlich von Bedeutung, repräsentative Villa in originalem Erhaltungszustand, original erhaltene Art-déco-Gestaltung von baukünstlerischer Qualität | 09206233 |
| Weitere Bilder                          | Altenheim, Einfriedung und zwei Gartenhäuser | Nordstraße 2 (Karte)                    | Um 1910 | Baugeschichtlich und ortsgeschichtlich von Bedeutung, straßenbildprägend auf der Anhöhe gelegener Putzbau, markante Dachlandschaft mit Uhrenturm, Porphyrportal mit Reliefgestaltung und Schlussstein. Zweigeschossig, wuchtiges Mansarddach (neu gedeckt). | 09206223 |
| Weitere Bilder                          | Schlegelbrunnen mit Pflanzkübel | Obermarkt (Karte)                       | 1912 | Künstlerisch von Bedeutung, in markanter städtebaulicher Lage als Blickfang des Obermarktes gelegener Brunnen, achteckiges, steinernes Wasserbecken, bekrönt von weiblicher Bronzefigur (taubenfütterndes Mädchen), gefertigt von Bildhauer Völkering aus Dresden. Achteckiger Brunnen, vier halbrunde Steinbecken flankieren den Brunnen, Fischköpfe speien Wasser, Frau füttert Tauben, Pflanzkübel als Bestandteile des Brunnens, Material bayerischer Muschelkalk, gestiftet vom ehemaligen Bürger Döbelns Johann Carl Gotthilf Schlegel (1827–1910). | 09206067 |
| Weitere Bilder                          | Rathaus | Obermarkt 1 (Karte)                     | 1910–1912 (Rathaus); bezeichnet mit 1571 (Portal)                                                                            | Baugeschichtlich, kunstgeschichtlich, künstlerisch und ortsbildprägend von Bedeutung, repräsentatives Gebäude der Gründerzeit, städtebaulich bedeutsam am Obermarkt gelegen, weithin sichtbarer Rathausturm als Wahrzeichen der Stadt, Eingang flankiert von Figurenreliefs, ortsgeschichtlich und baukünstlerisch bedeutsam, rundbogiges Sitznischenportal des alten Rathauses (bezeichnet mit 1571) an die Stadthausstraße versetzt, Architekt war Stadtbaumeister Karl Otto Richter (unter Mitwirkung von Hugo Licht, Leipzig). Dreigeschossiger Bau, zwei markante geschweifte Giebel, unregelmäßiger Grundriss, Hauptportal mit Stichbogen und zwei Pilastern mit männlichen Figuren im Halbrelief, über dem Gesims zwei ruhende Putten. | 09206068 |
| Weitere Bilder                          | Wohnhaus in geschlossener Bebauung in Ecklage | Obermarkt 2 (Karte)                     | Bezeichnet mit 1733 | Baugeschichtlich und städtebaulich von Bedeutung, direkt am Obermarkt gegenüber dem Rathaus liegender Bau, schlichte Fassadengestaltung mit weitgehend originaler Bausubstanz, alter Schlussstein von 1733 in die Fassade eingefügt. Neue Fenster, saniert. | 09206159 |
| Weitere Bilder                          | Wohnhaus in geschlossener Bebauung | Obermarkt 4 (Karte)                     | Um 1900 | Mit Laden, baugeschichtlich von Bedeutung, repräsentative Lage am Obermarkt, gründerzeitliche Fassadengestaltung mit Dacherker. Schlichtes Wohn- und Geschäftshaus, um 1900 erbaut, nachfolgend mehrfach vereinfacht. Dreigeschossiger Putzbau mit einfacher zeittypischer Fassadendekoration. Erdgeschoss durch Schaufenstereinbau im Erscheinungsbild verändert. Obergeschoss und Zwerchhaus mit ursprünglicher Fassadendekoration, Fenster nicht originalgetreu saniert. Abschluss durch Satteldach. Als Bestandteil der Marktplatzbebauung von großer städtebaulicher Bedeutung sowie als typisches kleinstädtisches Wohn- und Geschäftshaus der geschätzten Erbauungszeit auch von baugeschichtlichem Wert. Erdgeschoss überformt, neue Fenster am Obermarkt. | 09206160 |
| Weitere Bilder                          | Wohnhaus in geschlossener Bebauung | Obermarkt 5 (Karte)                     | Mitte 18. Jahrhundert | Mit Laden, baugeschichtlich und hausgeschichtlich von Bedeutung, städtebaulich wichtig, weil zur alten ortstypischen Marktbebauung gehörender Bau, schöne gründerzeitliche Ladenfront. Neue Fenster, steiles hohes Satteldach, gründerzeitlicher Ladeneinbau. | 09206163 |
| Weitere Bilder                          | Wohnhaus in geschlossener Bebauung | Obermarkt 6 (Karte)                     | 1. Hälfte 19. Jahrhundert | Mit Laden, schlichtes Gebäude, städtebaulich wichtig, weil zur Marktbebauung in der Nähe des Rathauses gehörend, schöne gründerzeitliche Ladenfront. Kleine Gauben, langgestreckter Bau, schlichte Fassadengestaltung, weitgehend original, qualitätvoller gründerzeitlicher Ladeneinbau. | 09206164 |
| Weitere Bilder                          | Wohn- und Geschäftshaus in geschlossener Bebauung | Obermarkt 7 (Karte)                     | Bezeichnet mit 1898 | Baugeschichtlich von Bedeutung, gründerzeitliches Gebäude mit aufwendig gestalteter Klinkerfassade, mächtiger, straßenbildprägender Erker, interessante Werksteinreliefs, städtebaulich wichtig. Neue Fenster, Erdgeschoss durch neuen Ladeneinbau überformt. | 09206161 |
| Weitere Bilder                          | Wohn- und Geschäftshaus in Ecklage | Obermarkt 8 (Karte)                     | Um 1900 | Städtebaulich und baugeschichtlich wichtiger, gründerzeitlicher Bau, am Obermarkt gelegen, aufwendige Fassadengestaltung (Klinkerfassade), mit zweigeschossigem Ladengeschoss, zahlreiche originale Baudetails. Neue Fenster, dreigeschossig, originales Treppenhaus. | 09206157 |
| Weitere Bilder                          | Wohnhaus in geschlossener Bebauung | Obermarkt 9 (Karte)                     | 2. Hälfte 18. Jahrhundert | Baugeschichtlich von Bedeutung, zeittypischer Putzbau mit Dachhecht, barockes Segmentbogenportal mit Schlussstein, städtebaulich wichtig als Teil der Marktrandbebauung. Zweigeschossig, durchlaufendes Gesims, neue Fenster. | 09206171 |
| Weitere Bilder                          | Wohn- und Geschäftshaus in geschlossener Bebauung | Obermarkt 10 (Karte)                    | Um 1910 | Baugeschichtlich und städtebaulich von Bedeutung, im Reformstil der Zeit um 1910, markanter Putzbau in Marktrandlage, geometrische Putzgliederung, runde Erker, Fruchtgehänge. Viergeschossig, späterer Ladenausbau. | 09206170 |
| Weitere Bilder                          | Wohnhaus in geschlossener Bebauung | Obermarkt 11 (Karte)                    | Bezeichnet mit 1904 | Mit Laden, baukünstlerisch hochwertige gründerzeitliche Putzfassade mit neoklassizistischen Elementen und Jugendstilformen, städtebaulich bedeutsam, da Marktrandbebauung. Dreigeschossig, Putzquaderung, bemerkenswerte Fensterverdachungen, Pilaster rahmen Fenster. | 09206169 |
| Weitere Bilder                          | Wohnhaus in geschlossener Bebauung in Ecklage (altes Amtshaus) | Obermarkt 14 (Karte)                    | Um 1880 | Baugeschichtlich von Bedeutung, markanter gründerzeitlicher Putzbau noch mit klassizistischer Gliederung, städtebaulich wichtige Ecklage, Marktrandbebauung, neue Fenster | 09206316 |
| Weitere Bilder                          | Wohnhaus in geschlossener Bebauung | Obermarkt 14a (Karte)                   | Ende 19. Jahrhundert | Baugeschichtlich von Bedeutung, qualitätvoller, gründerzeitlicher Klinkerbau mit Ladenzone, städtebaulich wichtig als Marktrandbebauung | 09206315 |
| Weitere Bilder                          | Hotel Reichshof mit Nebengebäude (Hinterhaus) | Obermarkt 15 (Karte)                    | 1. Hälfte 19. Jahrhundert | Markanter Putzbau mit Kreuzgewölben im Erdgeschoss, städtebaulich wichtig als Marktrandbebauung. Fassade schlicht, vermutlich in den 1950er Jahren überformt, Hof und Rückgebäude konnten nicht besichtigt werden. | 09206318 |
|                                         | Wohnhaus in Ecklage | Obermarkt 24 (Karte)                    | Um 1740 | Mit Laden, baugeschichtlich, künstlerisch und hausgeschichtlich von Bedeutung, stattlicher Barockbau mit rechteckigem Erker über wulstigem Unterbau. Dreigeschossig, Erdgeschoss Laden. | 09206185 |
| Weitere Bilder                          | Bankgebäude in Ecklage | Obermarkt 27 (Karte)                    | Um 1910 | Baukünstlerisch hervorragende Fassadengestaltung, im Reformstil der Zeit um 1910, von platzbildprägender Qualität, direkt am Obermarkt gegenüber dem Rathaus liegender Bau, städtebaulich bedeutend. Saniert, mit Fenstern, Dach, Sockelgeschoss mit Sandsteinverkleidung, dorische Säulen und Balustraden, Portalzone mit figürlich gestaltetem Oberlicht und Eckabrundung. Viergeschossig, Mittelrisalit mit geschwungenem Giebel, dreiachsig, Treppenhaus in Jugendstilausstattung, Fliesen. | 09206189 |
| Weitere Bilder                          | Mühle und Wohnhaus in offener Bebauung | Oberwerder 1 (Karte)                    | Im Kern 17. Jahrhundert, mehrfach verändert                                                                                  | Mühlengebäude mit sehr alter Bausubstanz, Renaissance-Fenstergewände, zahlreiche Bauveränderungen, technik- und ortsgeschichtlich von Bedeutung. Zum Teil Renaissance-Fenstergewände (profilierte Steingewände), Bruchsteinmauerwerk, zum Teil hölzerne Gewände, Hechtgauben, Zwerchhäuser, profiliertes Traufgesims. | 09206177 |
| Weitere Bilder                          | Wohnhaus in halboffener Bebauung | Oberwerder 4 (Karte)                    | Um 1700 | Baugeschichtlich und hausgeschichtlich von Bedeutung, zweigeschossiges Fachwerkhaus mit markantem Schieferdach und Hechtgauben, bemerkenswerte Fachwerkkonstruktion (Kopfstreben, Thüringer-Leiter-Fachwerk), städtebaulich interessant am Wehr gelegen, schützenswert auf Grund alter Bausubstanz, Holzbalkendecke aus der Renaissance (gekehlte Balken). Haus ist saniert, besitzt keine alten Lehmwände mehr, teilweise ausgewechselt. | 09206165 |
| Weitere Bilder                          | Wohnhaus in halboffener Bebauung | Oberwerder 6 (Karte)                    | Um 1800, ursprünglich um 1600                                                                                                | Baugeschichtlich und sozialgeschichtlich von Bedeutung, weitestgehend original erhaltenes Wohnhaus mit Fachwerkobergeschoss, ehemaliges Färberhaus, städtebaulich interessant hinter der Kirche am Wehr gelegen | 09206168 |
| Direkt Bild zu diesem Denkmal hochladen | Stadtmauer | Oberwerder 6 (hinter) (Karte)           | 14./15. Jahrhundert | Ortsgeschichtlich von Bedeutung, mittelalterlicher Stadtmauerrest aus Bruchstein | 09206166 |
| Weitere Bilder                          | Wohnhaus in halboffener Bebauung und Uferbefestigung mit Schöpfstelle an der Mulde | Oberwerder 7 (Karte)                    | Um 1800, vermutlich älter | Baugeschichtlich und sozialgeschichtlich von Bedeutung, ehemaliges Färberhaus in städtebaulich interessanter Lage am Wehr, Fachwerkbau, gehört mit zur ältesten Bebauung Döbelns. Zweigeschossiger Bau mit Hechtgaube, Schieferdach und verputztem Fachwerk. | 09206167 |
| Weitere Bilder                          | Wohnhaus in geschlossener Bebauung | Oschatzer Straße 1 (Karte)              | Mitte 19. Jahrhundert | Stadtbaugeschichtlich von Bedeutung, eines der letzten, gut erhaltenen Beispiele (in Fachwerk) für die frühe Wohnhausbebauung der Oschatzer Straße, Mansarddach | 09206201 |
| Weitere Bilder                          | Wohnhaus in geschlossener Bebauung | Oschatzer Straße 2 (Karte)              | Mitte 19. Jahrhundert | Stadtbaugeschichtlich von Bedeutung, gutes Beispiel für die frühe Wohnhausbebauung in der Oschatzer Straße. 1999 schlechter Bauzustand, Satteldach mit Gauben (Dach vor 2008 zum Mansarddach umgebaut), saniert vor 2014, Dach mit Falzziegeldeckung. | 09206202 |
| Weitere Bilder                          | Scheune eines ehemaligen Bauernhofes und Mauer | Oschatzer Straße 13 (Karte)             | 2. Hälfte 19. Jahrhundert | Bau- und wirtschaftsgeschichtlich von Bedeutung, straßenbildprägende Fachwerkscheune in gutem Originalzustand | 09206456 |
| Weitere Bilder                          | Mietshaus in offener Bebauung und Einfriedung | Oschatzer Straße 15 (Karte)             | Um 1900 | Baugeschichtlich von Bedeutung, gründerzeitlicher Putzbau mit straßenbildprägendem Zierfachwerk, Jugendstilornamentik, guter Originalzustand. Gebäude ist saniert, neue Fenster. | 09206455 |
| Weitere Bilder                          | Mietshaus in offener Bebauung | Oschatzer Straße 22 (Karte)             | Um 1900 | Gründerzeitlicher Klinkerbau mit originalen Baudetails, baugeschichtlich interessantes Gebäude. Neue Fenster, roter Klinker, innen saniert, originale Dachgauben. | 09206246 |
|                                         | Mietshaus in Ecklage und Einfriedung | Oststraße 1 (Karte)                     | Bezeichnet mit 1903 | Baugeschichtlich von Bedeutung, gründerzeitliches Mietshaus in Klinkermischbauweise, repräsentative Fassadengestaltung von baukünstlerischem Wert. Dreigeschossig, Erdgeschoss verputzt, Obergeschoss roter Klinker. | 09206433 |
|                                         | Mietshaus in halboffener Bebauung und Einfriedung | Oststraße 2 (Karte)                     | Um 1905 | Baugeschichtlich von Bedeutung, gründerzeitliches Mietshaus in Klinkermischbauweise, repräsentative Fassadengestaltung von baukünstlerischem Wert. Dreigeschossig, Gebäude ist saniert, Erdgeschoss verputzt, Obergeschoss roter Klinker, markanter Dacherkergiebel, Holzveranda. | 09206415 |
| Weitere Bilder                          | Villa, Garten und Einfriedung | Otto-Johnsen-Straße 2 (Karte)           | Um 1915 | Baugeschichtlich von Bedeutung, im Reformstil der Zeit um 1910, in markanter städtebaulicher Lage stehender Villenbau, interessanter Eingangsbereich mit kannelierten Pfeilern, und ionischen Kapitellen in Form eines Portikus, Initialen O.H.S. im Architrav, reicher bauplastischer Schmuck und baukünstlerische Details wie hölzerne Erker, schmiedeeiserne Gitter, Reliefs usw., in weitgehend originalem Zustand erhalten. Zweigeschossiger Putzbau mit ausgebautem Mansarddach und Polygonalmauerwerk am Sockel aus rotem Porphyrgranit. | 09206229 |
|                                         | Villa und Einfriedung (Landhaus am Berge) | Otto-Johnsen-Straße 4 (Karte)           | 1909 | Baugeschichtlich und baukünstlerisch von Bedeutung, die Gestaltung der Villa wurde offenkundig inspiriert durch den Reformstil und Bauten von Hermann Muthesius. 1909 für den Metallwarenfabrikanten Max Knobloch nach Plänen des Architekten Adalbert Erlebach errichtete Villa. Zweigeschossiger Putzbau auf Natursteinsockel mit Fenstererker und polygonalem Erker an einer der Giebelseiten, darüber großzügiger Balkon. Bemerkenswert sind die bleiverglasten Buntfenster im Treppenhaus. Die Giebelseiten wurden teilweise verschiefert, das durch zwei Schleppgauben belebte Satteldach wurde mit Biberschwänzen in Doppeldeckung belegt. Erker, Balkone, Vordächer und verschieferte Giebelzone lockern die Gestaltung auf. Bauauffassungen des Reformstils sowie Bauten des Architekten Muthesius beeinflussten den Architekten Erlebach vermutlich. Das Bauwerk entstand in den ersten Jahren der selbständigen Tätigkeit des Architekten Erlebach, der bis 1904 Mitarbeiter des Dresdner Architekten Woldemar Kandler war, zugleich gehört sie zu den letzten Neubauten des Architekten in Sachsen. Erlebach hatte ab 1910 bis zum Beginn des Zweiten Weltkrieges ausschließlich in Südtirol gelebt und gearbeitet und in diesen Jahrzehnten das Gesicht der Stadt Meran entscheidend mit beeinflusst. Die Villa wurde nach 1999 denkmalgerecht saniert und 2010 durch die Diakonie Döbeln genutzt. | 09206232 |
| Weitere Bilder                          | Mietvilla | Otto-Johnsen-Straße 6 (Karte)           | Um 1920 | Baugeschichtlich von Bedeutung, Putzbau mit Art-déco-Bekrönung des Mittelrisalites, baukünstlerisch interessante Eingangsgestaltung mit kannelierten Pfeilern | 09206234 |
|                                         | Wohnhaus in Ecklage und Einfriedung | Pestalozzistraße 5 (Karte)              | Bezeichnet mit 1928 | Baulicher Bestandteil der genossenschaftlichen Siedlung Geyersberg, traditioneller Heimatstil, in städtebaulich bedeutender Ecklage, von stadtbaugeschichtlicher Bedeutung. Originale Biberschwanzdeckung (gelb), Putz (grün), Putzquaderung (rot), Fenster teilweise entstellend erneuert, Einfriedung Bruchstein mit Klinkerabschluss, darauf Holzzaun. | 09206490 |
|                                         | Wohnhaus in halboffener Bebauung | Pestalozzistraße 7 (Karte)              | Um 1930 | In markanter städtebaulicher Lage befindlicher Putzbau, Bestandteil der Genossenschaftssiedlung Geyersberg, traditioneller Heimatstil, im Ensemble mit Geyersbergstraße 24 stehendes Gebäude, greift städtebauliche Situation gestalterisch auf mit Turmmotiv, von stadtbaugeschichtlicher Bedeutung. Zweigeschossig, Originalputz, -fenster, -haustür, Rundbogenportal mit Schlussstein (Eichhörnchenrelief). | 09206419 |
| Weitere Bilder                          | Oberbrücke über die Freiberger Mulde | Ritterstraße (Karte)                    | 1913 | Baukünstlerisch von Bedeutung, zweibogige Porphyrbrücke, Schlusssteine mit figürlichen Reliefs (Frösche), Zeugnis der Verkehrsgeschichte. Wappensteine der alten Brücke (1537), saniert, neues Geländer. | 09206046 |
| Weitere Bilder                          | Wohnhaus und Mühle in offener Bebauung (Staupitzmühle) | Ritterstraße 1 (Karte)                  | Bezeichnet mit 1800 | Technikgeschichtlich von Bedeutung, original erhaltenes, spätbarockes Wohnhaus mit markantem Schopfwalmdach und Stichbogenportal, ortsgeschichtlich als alte Mühle von Bedeutung. - Wohnhaus: zweigeschossig, originale Fenster- und Türgewände - Speicher: fünfgeschossiger Putzbau, schlichte Pilastergliederung (Putz), Klinkerfries, auf schmaler Muldeninsel | 09206040 |
| Weitere Bilder                          | Wohnhaus in geschlossener Bebauung und Relief | Ritterstraße 3 (Karte)                  | 2. Hälfte 19. Jahrhundert (Wohnhaus); Ende 16. Jahrhundert (Relief)                                                          | Mit Laden, Putzbau, Pilastergestaltung im Erdgeschoss, originale Haustür, Reliefspolie in der Fassade (zum Teil an Hausnr. 4). Dreigeschossig, Obergeschosse sind überformt, neue Fenster. Relief von Pilastern gerahmt, Darstellung der Taufe im Jordan, Spolie stammt ursprünglich von einer alten Brücke und diente dort als Schlussstein. | 09206057 |
| Weitere Bilder                          | Wohnhaus in geschlossener Bebauung | Ritterstraße 4 (Karte)                  | Um 1850 | Mit Laden, zeittypischer Putzbau, baukünstlerisch wertvolle Gestaltung der Ladenzone mit Pilastern und Gebälk, Reliefspolie an Fassade (zum Teil an Hausnr. 3). Zweigeschossig, hohes Satteldach, alte Dachhäuschen, Relief siehe Ritterstraße 3. | 09206058 |
|                                         | Wohnhaus in geschlossener Bebauung | Ritterstraße 13 (Karte)                 | Um 1870 | Mit Laden, baugeschichtlich von Bedeutung, weitestgehend originaler Putzbau der Gründerzeit, profilierte Porphyrgewände, originale Dachhäuschen, dreigeschossig | 09206054 |
|                                         | Wohnhaus und Hotel Goldene Sonne in geschlossener Bebauung | Ritterstraße 14 (Karte)                 | Um 1850 | Baugeschichtlich, ortsgeschichtlich und künstlerisch von Bedeutung, markantes Torbogenhaus, aufwendig gestalteter gründerzeitlicher Putzbau, originale Putzhaut, rustizierte Pilaster im Erdgeschoss, Quadernutung, Kolossalpilaster mit korinthisierenden Kapitellen, interessante Fenstergewände und -verdachungen, schöner Balkon, dreigeschossig | 09206055 |
|                                         | Wohnhaus in geschlossener Bebauung | Ritterstraße 16 (Karte)                 | Um 1850 | Mit Laden, baugeschichtlich von Bedeutung, zeittypisches, unverändert erhaltenes Wohnhaus mit markantem Mansarddach, schöne Ladenzone. Zweigeschossig, alter Putz, originale Fenster und Tür. | 09206051 |
| Weitere Bilder                          | Stadtmauer | Ritterstraße 16 (hinter) (Karte)        | 14./15. Jahrhundert | Rest der mittelalterlichen Stadtbefestigung, von stadtbaugeschichtlichem Wert | 09206056 |
|                                         | Wohnhaus in geschlossener Bebauung | Ritterstraße 17 (Karte)                 | Um 1840, im Kern älter | Baugeschichtlich und hausgeschichtlich von Bedeutung, zeittypisches Wohnhaus von bauhistorischem Interesse, profilierte Fenstergewände, Kreuz- und Steingewölbe im Eingangsbereich, schönes klassizistisches Portal. Eindrucksvolles Sterngewölbe als Beleg eine Bauzeit des Hauses im 16. Jahrhundert. | 09206052 |
| Weitere Bilder                          | Wohnhaus in Ecklage | Ritterstraße 20 (Karte)                 | Bezeichnet mit 1852 | Mit Laden, stadtbildprägendes Gebäude, direkt am Eingang zur Stadt gelegen, baukünstlerisch wertvolle Gestaltung, vor allem im Bereich der Fenster, Treppenhaus mit Pfeiler und Rundbögen. Dreigeschossig mit Drempel, Rundbogenfenster, zum Teil zu Zwillingsfenstern gepaart. Bauhistorisch wertvolles Hinterhaus (dreigeschossig, aus Bruchsteinen, Rundbogenfenster) vor 2008 abgebrochen. | 09206050 |
| Weitere Bilder                          | Mietshaus in halboffener Bebauung | Ritterstraße 26 (Karte)                 | Bezeichnet mit 1903 | Baugeschichtlich von Bedeutung, qualitätvoller Bau in Klinkermischbauweise, gründerzeitliche Gestaltungselemente, originaler Erhaltungszustand. Dreigeschossig, Dacherker, interessante Fenstergewände. | 09206047 |
|                                         | Wohnhaus in geschlossener Bebauung in Ecklage | Ritterstraße 27 (Karte)                 | Um 1900 | Baugeschichtlich von Bedeutung, in markanter städtebaulicher Ecklage stehendes Gründerzeitgebäude, zahlreiche originale Baudetails, schöne Eckbalkone. Dreigeschossig, Erdgeschoss mit Putznutung, Fensterverdachungen in Form von Rund- und Dreiecksgiebeln. | 09206048 |
|                                         | Wohnhaus in geschlossener Bebauung | Ritterstraße 33 (Karte)                 | Um 1880 | Mit Laden, baugeschichtlich von Bedeutung, weitgehend originaler gründerzeitlicher Putzbau, architektonisch interessante Gestaltung der Ladenzone mit Pilastern, dreigeschossig | 09206044 |
| Weitere Bilder                          | Mietshaus in offener Bebauung | Rosa-Luxemburg-Straße 1 (Karte)         | Um 1900 | In städtebaulich markanter Eckbebauung stehender Gründerzeitbau, baugeschichtlich von Bedeutung. Dreigeschossig, ausgebautes Dachgeschoss, die Seiten betonende Zwerchgiebel, abgeschrägte Ecke. Verschiedene Oberflächenmaterialien: Porphyr im Souterrain, Putz im Erdgeschoss, roter und gelber Klinker im ersten und zweiten Obergeschoss. Lisenen in rotem Klinker, Wandfläche in gelbem Klinker, originale Türflügel und schmiedeeiserne Gitter über dem Oberlicht, Seitenfassaden verputzt und mit Mittelrisalit versehen, Haus saniert. | 09206461 |
| Weitere Bilder                          | Mietshaus in offener Bebauung und Einfriedung | Rosa-Luxemburg-Straße 5 (Karte)         | Bezeichnet mit 1905 | Baugeschichtlich von Bedeutung, im späthistoristischen Stil, repräsentatives und weitestgehend original erhaltenes Gebäude mit auffälligem und betontem Giebel und Fensterverdachungen. Zweigeschossig, ausgebautes Dachgeschoss, Zierfachwerk im Risalit, Sockel polygonales Porphyrsteinmauerwerk, Wandfläche in Putz vermutlich im Zusammenhang mit dem benachbarten städtischen Elektrizitätswerk errichtet. | 09206462 |
| Weitere Bilder                          | Städtisches Elektrizitätswerk (ehemalige Gasanstalt) | Rosa-Luxemburg-Straße 9 (Karte)         | Um 1905 | Gründerzeitlicher Gebäudekomplex mit Klinkergliederung, Zierfachwerkgiebel, bau- und technikgeschichtlich interessant, ehemals Bismarckstraße, saniert | 09206306 |
| Weitere Bilder                          | Doppelwohnhaus in halboffener Bebauung | Rosa-Luxemburg-Straße 10, 12 (Karte)    | Um 1925 | Putzbau mit Art-déco-Elementen und geschweiften Giebeln, gestalterisch betonte Eingänge, von baugeschichtlicher Bedeutung | 09206310 |
| Weitere Bilder                          | Schwimmhalle (Stadtbad) und drei Plastiken | Rosa-Luxemburg-Straße 11 (Karte)        | 1934–1936 | Baugeschichtlich, ortsgeschichtlich, straßenbildprägend, künstlerisch und kunstgeschichtlich von Bedeutung, zeittypischer Putzbau der 1930er Jahre (Architekt war Werner Retzlaff), über hakenförmigem Grundriss, das Gebäude umlaufende Säulenbogenarchitektur, hervortretender Mittelrisalit mit Blendarkatur, der Eingang wird durch zwei Seehund- und Delphinplastiken mit Putten flankiert, Plastiken vom Döbelner Bildhauer Otto Rost. Innenausstattung erhalten, Freibad erneuert, Dach neu gedeckt. | 09206241 |
| Weitere Bilder                          | Amtsgericht (Hauptgebäude und ehemalige Haftanstalt) und Einfriedung | Rosa-Luxemburg-Straße 16 (Karte)        | Um 1900 | Aufwändig gestaltete Klinkerbauten im Stil der deutschen Renaissance, Gefängnis 1933 kurze Zeit als frühes Konzentrationslager genutzt, baugeschichtlich, baukünstlerisch, ortsgeschichtlich und zeitgeschichtlich von Bedeutung. Baukünstlerisch interessante Klinkerbauten, ortsgeschichtlich bedeutsam als Gerichtsgebäude, weißer Klinker. | 09206430 |
| Weitere Bilder                          | Katholische Pfarrkirche St. Johannes und Einfriedung | Rosa-Luxemburg-Straße 21 (Karte)        | 1916 (Kirche); um 1977 (Orgel)                                                                                               | Saalkirche im Reformstil der Zeit um 1910 mit neoromanischen und neogotischen Anklängen, baugeschichtlich, straßenbildprägend, künstlerisch, ortsgeschichtliche und kirchengeschichtliche Bedeutung. Dach neu gedeckt, Glasgemälde mit der Darstellung der sächsischen Kurfürsten und Könige, Jehmlich-Orgel um 1977. | 09206305 |
| Weitere Bilder                          | Villa | Rößchengrundstraße 1 (Karte)            | Um 1925 | In straßenbildprägender Lage befindlicher Putzbau mit expressionistischer Fassadengestaltung, baukünstlerisch wertvoll. Zweigeschossige Villa, Erker, Gesimse, wuchtige Eingangsgestaltung im Art-déco-Stil, guter Originalzustand, originale Fenster und Haustür. | 09206428 |
|                                         | Mietshaus in geschlossener Bebauung | Roßweiner Straße 3 (Karte)              | Um 1900 | Baugeschichtlich von Bedeutung, Gründerzeitgebäude, roter Klinkerbau mit qualitätvoller Fassadengliederung, originaler Erhaltungszustand. Originale Haustür, zum Teil originale Fenster. | 09206210 |
| Weitere Bilder                          | Mietshaus in offener Bebauung in Ecklage | Roßweiner Straße 4 (Karte)              | Bezeichnet mit 1876 | Baugeschichtlich und künstlerisch von Bedeutung, Gründerzeitgebäude, repräsentativer Putzbau in städtebaulich markanter Ecklage. Neue Fenster, noble Eingangsgestaltung. Der in der Innenstadt befindliche dreigeschossige Putzbau prägt das Straßenbild maßgeblich durch seine Lage und seine qualitätsvolle Fassadengestaltung. Die polygonal ausgebildete Hausecke springt risalitartig leicht hervor. Durch seine Putznutungen im Erdgeschoss sowie der geschossübergreifenden Lisenen wird die Fassade maßgeblich geprägt. Eine Schablonenmalerei mit biedermeierlichen Motiven schließt die Fassade ab. Zum Zeitpunkt der Denkmalerfassung im Jahr 2000 war die originale Haustür ebenso erhalten wie die Wohnungstüren mit Glasätzungen und die gewendelte Treppe. Wie bereits erwähnt, prägt das Gebäude durch seine städtebauliche Einordnung und seine qualitätvolle Ausbildung maßgeblich das Straßenbild. Seine Authentizität, denkmalgerechte Sanierung und besonders typische Ausprägung begründet seine baugeschichtliche Bedeutung. Der Denkmalwert ergibt sich somit aus der baugeschichtlichen und städtebaulichen Bedeutung des Gebäudes. | 09206208 |
|                                         | Mietshaus in geschlossener Bebauung | Roßweiner Straße 5 (Karte)              | Um 1900 | Baugeschichtlich von Bedeutung, Gründerzeitgebäude, aufwendig gegliederter Bau in Klinkermischbauweise, original erhalten, von baukünstlerischer Qualität. Klinkermischbauweise, alte Rollos mit Blende, originale Haustür. | 09206209 |
|                                         | Mietshaus in geschlossener Bebauung | Roßweiner Straße 7 (Karte)              | Ende 19. Jahrhundert | Baugeschichtlich von Bedeutung, wichtiger städtebaulicher Bestandteil des Gründerzeitensembles. Fenster erneuert, roter Klinker. | 09206358 |
|                                         | Mietshaus in geschlossener Bebauung | Roßweiner Straße 9 (Karte)              | Ende 19. Jahrhundert | Baugeschichtlich von Bedeutung, schlichter, gründerzeitlicher Klinkerbau, städtebaulicher Bestandteil des Bauensembles Roßweiner Straße. Fenster erneuert, gelber Klinker, originale Haustür mit Ziervergitterung und Schnitzerei. | 09206357 |
|                                         | Mietshaus in halboffener Bebauung | Roßweiner Straße 10 (Karte)             | Ende 19. Jahrhundert | Repräsentativer Gründerzeitbau in klassizistisch anmutender Gestaltung, von baugeschichtlicher und -künstlerischer Qualität, städtebaulich prägnante Lage. Ursprünglicher Eingang wurde verlegt, Fenster erneuert. | 09206213 |
|                                         | Mietshaus (zwei Hausteile) in geschlossener Bebauung | Roßweiner Straße 12 (Karte)             | Um 1880 | Baugeschichtlich von Bedeutung, qualitätvoll gestalteter Putzbau in gründerzeitlicher Formensprache. Dreigeschossig, originale Putznutung, Fenster im Erdgeschoss verändert, im ersten und zweiten Obergeschoss Segmentbogenfenster mit Schlussstein und Verdachung. | 09207570 |
|                                         | Villa | Roßweiner Straße 25 (Karte)             | Bezeichnet mit 1923 | Baugeschichtlich von Bedeutung, Putzgebäude in zeittypischer Gestaltung mit Art-déco-Anklängen, guter Originalzustand. Gebäude ist saniert, neue Fenster, originale Buntglasfenster im Treppenhaus. | 09206424 |
|                                         | Villa und Einfriedung | Roßweiner Straße 30 (Karte)             | Um 1900 | Repräsentative, klassizistische Fabrikantenvilla, baukünstlerisch und ortsgeschichtlich bedeutsam, straßenbildprägend. Zweigeschossig, verputzt, originale Fenster, Balkongeländer, Putzhaut, Eckquaderung. | 09206427 |
|                                         | Mietvilla und Einfriedung | Roßweiner Straße 40 (Karte)             | Um 1905 | Baugeschichtlich von Bedeutung, gestalterisch interessanter Putzbau mit straßenbildprägendem Zierfachwerk im Giebel, guter Originalzustand. Zweigeschossig, originale Fenster, schlichte Putzgliederung. | 09206429 |
| Weitere Bilder                          | Wohnhaus (zwei Hausnummern) mit Ladenfront in geschlossener Bebauung | Rudolf-Breitscheid-Straße 1 (Karte)     | Um 1910 | Baugeschichtlich von Bedeutung, repräsentatives Gebäude in städtebaulich markanter Ecklage, im Reformstil der Zeit um 1910, bildet bauliche Einheit mit Bahnhofstraße 74. Dreigeschossig, markanter Eckerker, originales Treppenhaus, Portal, Türflügel mit Oberlicht. | 09207577 |
| Weitere Bilder                          | Wohnhaus in offener Bebauung | Rudolf-Breitscheid-Straße 3 (Karte)     | 1869 | Baugeschichtlich interessanter Putzbau mit Lisenengliederung, Jugendstilornamentik. Saniert, in seitlichen Türblättern bezeichnet mit 1869 und 1909, Wellenrelief im Putz, Zwerchhaus, Tür original mit schmiedeeisernem Jugendstilmuster, Seitenachsen risalitförmig hervorgehoben, Initialen im Türblatt (H. K.). | 09206309 |
| Weitere Bilder                          | Bankgebäude in halboffener Bebauung (ehemals in geschlossener Bebauung) | Rudolf-Breitscheid-Straße 4 (Karte)     | Um 1920 | Baugeschichtlich und künstlerisch von Bedeutung, zeittypischer Bau der 1920er Jahre, mit qualitativ hochwertiger, expressionistischer Klinkerfassade. Dreigeschossig, Dachgeschoss, übergreifende stilisierte Pilastergliederung in Dreikantform mit entgegengesetzt angeordneten herausragenden Klinkersteinen der oberen Geschosse, zweites Sockelgeschoss geschlossen hervorgehoben, in Kellergeschoss Fenstereinrahmung abgesetzt, originale Bausubstanz, Dachgeschoss saniert, Zinkblechverkleidung und Schiefer, ist zugleich Hintergebäude von Niedermarkt 12. | 09206122 |
| Weitere Bilder                          | Wohnhaus in geschlossener Bebauung in Ecklage | Sattelstraße 1 (Karte)                  | Um 1860 | Mit Laden, aufwendig gestaltete Erdgeschosszone mit klassizistischen Motiven, städtebaulich bedeutsam als Marktrandbebauung. Zweigeschossig, neue Fenster. | 09206320 |
|                                         | Mietshaus in halboffener Bebauung | Schillerstraße 10 (Karte)               | Um 1900 | Fein gestaltete Klinkerfassade der Gründerzeit, originaler Erhaltungszustand, von baugeschichtlicher Qualität, dreigeschossig | 09206129 |
|                                         | Mietshaus in geschlossener Bebauung in Ecklage | Schillerstraße 11 (Karte)               | Um 1900 | Baugeschichtlich von Bedeutung, in städtebaulich wichtiger Ecklage stehender, repräsentativ und reich gestalteter gründerzeitlicher Klinkerbau, straßenbildprägender Eckturm. Dreigeschossig, alte Balkone, Haus ist saniert. | 09206128 |
| Weitere Bilder                          | Mietshaus in halboffener Bebauung in Ecklage (F.W. Werner Pianoforte Fabrik) | Schillerstraße 12 (Karte)               | Bezeichnet mit 1891 | Baugeschichtlich und ortsgeschichtlich von Bedeutung, baukünstlerisch hochwertiger Klinkerbau mit gründerzeitlicher Fassadengliederung, repräsentative, aufwendige Fassade, dreigeschossig | 09206091 |
|                                         | Mietshaus in geschlossener Bebauung | Schillerstraße 17 (Karte)               | Um 1900 | Baugeschichtlich von Bedeutung, gründerzeitlicher Klinkerbau mit Putzgliederung, weitestgehend original erhalten. Dreigeschossig, Seitenrisalite, neue Fenster, originales Tor. | 09206097 |
|                                         | Mietshaus in geschlossener Bebauung | Schillerstraße 18 (Karte)               | Um 1900 | Baugeschichtlich von Bedeutung, gründerzeitlicher Klinkerbau in originalem Erhaltungszustand, städtebaulich wichtiger Bestandteil des gründerzeitlichen Straßenensembles Schillerstraße. Dreigeschossig, neue Fenster. | 09206099 |
|                                         | Mietshaus in halboffener Bebauung in Ecklage | Schillerstraße 19 (Karte)               | Um 1900 | Baugeschichtlich von Bedeutung, in städtebaulich markanter Ecklage stehender Klinkerbau, gründerzeitliche Fassadengestaltung in originalem Erhaltungszustand, originale Haustür. Dreigeschossig, neue Fenster. | 09206100 |
|                                         | Mietshaus in geschlossener Bebauung | Schillerstraße 30 (Karte)               | Um 1900 | Baugeschichtlich von Bedeutung, gründerzeitliche Fassade in Klinkermischbauweise, gestalterische Betonung der Gebäude-Mittelachse durch aufwendige Verdachungen und Dacherker, dreigeschossig | 09206102 |
| Weitere Bilder                          | Mietshaus in geschlossener Bebauung in Ecklage | Schillerstraße 35 (Karte)               | Um 1900 | Baugeschichtlich von Bedeutung, in städtebaulich wichtiger Ecklage stehender Bau mit markantem turmartig erhöhtem Eckbereich, repräsentative gründerzeitliche Gliederung. Dreigeschossig, Überformungen im Erdgeschoss-Bereich. | 09206103 |
| Weitere Bilder                          | Mietshaus in geschlossener Bebauung in Ecklage | Schillerstraße 41 (Karte)               | Um 1880 | Baugeschichtlich von Bedeutung, reich gegliederter Putzbau in markanter städtebaulicher Ecklage, diese gestalterisch betonend. Originale Fenster und Tür. | 09206244 |
| Weitere Bilder                          | Mietshaus in geschlossener Bebauung | Schillerstraße 43 (Karte)               | Um 1900 | Gründerzeitlicher Klinkerbau in originalem Erhaltungszustand, originale Haustür und Fenster, städtebaulich wichtiger Bestandteil des gründerzeitlichen Ensembles, ortsentwicklungsgeschichtlich und baugeschichtlich von Bedeutung | 09206281 |
| Weitere Bilder                          | Mietshaus in halboffener (ehemals geschlossener) Bebauung | Schillerstraße 44 (Karte)               | Um 1900 | Baugeschichtlich von Bedeutung, gründerzeitlicher Klinkerbau in originalem Erhaltungszustand, alte Fenster und Haustür, städtebaulich wichtiger Bestandteil des gründerzeitlichen Ensembles | 09206280 |
| Weitere Bilder                          | Mietshaus in offener (ehemals halboffener) Bebauung und Einfriedung | Schillerstraße 46 (Karte)               | Um 1880 | Baugeschichtlich und städtebaulich von Bedeutung, fein gegliederter gründerzeitlicher Putzbau, Putz original, hölzerner, handwerklich qualitätvoll gearbeiteter Wintergarten, schmiedeeiserne Toreinfahrt erhalten, DDR-Fenster | 09206353 |
| Weitere Bilder                          | Schloßbergschule, Turnhalle, Nebengebäude, Treppenaufgang und Stützmauer | Schloßberg 2 (Karte)                    | 1869 | Baugeschichtlich von Bedeutung, stadtbildprägende Anlage auf dem alten Burgberg, frühgründerzeitlicher Putzbau mit neoromanischen und neogotischen Elementen, von ortsgeschichtlicher Bedeutung. Dreigeschossig, Mittelrisalit, Treppengiebel, Turnhalle aus gleicher Bauzeit. | 09206175 |
|                                         | Villa mit Garten | Sörmitzer Straße 5 (Karte)              | 1872 | Baugeschichtlicher und ortsgeschichtlicher Wert, hoher Originalitätsgrad der gehobenen Innenausstattung. Villa des Fassfabrikanten Schauer mit zugehörigem Garten, gehobenen Innenausstattung (Oberlicht über zwei Etagen, ursprüngliche Wand-, Tür-, Decken- und Fußbodengestaltung, Wandschränke, Treppengeländer). März 1872 Bauantrag, Bauherr war Gustav Schauer, Juli 1872 Baugenehmigung. Verschiedene Eigentümerwechsel: von 1897 Bankier Conrad Meyer, Ebersbach ? Besekow, Juni 1907 Hauptmann und Garnisionskommandeur Demmering, Genehmigung für Umbau: Zentralheizung, Stallanbau (Vergrößerung), Klärgrubenveränderung, ? Zigarettenfabrikantin? Bertha Winkler, Juli 1939 Umbau und Modernisierung der Fassade, Badeinbau: Fabrikant Hans Seidel, 1964 Einbau Zahnarztpraxis Dr. Marx, 1991 Zahnarzt Dr. Dietrich Marx. | 09208030 |
|                                         | Wohnhaus in Ecklage | St.-Georgen-Straße 6 (Karte)            | Um 1800 | Stadtbaugeschichtlich von Bedeutung, schlichter Putzbau in städtebaulich auffälliger Ecklage, Mansarddach mit Dachgauben, Giebelbekrönung und flankierende Schmuckelemente, Erdgeschoss überformt | 09206338 |
|                                         | Wohnhaus in geschlossener Bebauung | St.-Georgen-Straße 9 (Karte)            | Bezeichnet mit 1816 | Stadtbaugeschichtlich von Bedeutung, vierachsiger Wohnhausbau, originales Segmentbogenportal mit Schlussstein, markantes hohes Walmdach, schmiedeeiserne Treppe im Treppenhaus, alte Türen im Innern. Zweigeschossig, Erdgeschoss durch Ladenfenster überformt. | 09206340 |
|                                         | Mietshaus in geschlossener Bebauung | St.-Georgen-Straße 11 (Karte)           | Bezeichnet mit 1898 | Baugeschichtlich von Bedeutung, gründerzeitlicher Klinkerbau, weitestgehend original erhalten. Dreigeschossig, neuer Ladeneinbau, im Dachbereich verändert. | 09206341 |
|                                         | Mietshaus in geschlossener Bebauung | St.-Georgen-Straße 12 (Karte)           | Um 1900 | Baugeschichtlich von Bedeutung, schmaler, gründerzeitlicher Klinkerbau, städtebaulich interessante Lage. Neue Fenster, Ladeneinbau im Erdgeschoss (original?), im ersten Obergeschoss wuchtige Fensterverdachung, vertikale Baugliederung, Dacherker. | 09206199 |
|                                         | Wohnhaus in geschlossener Bebauung | St.-Georgen-Straße 17 (Karte)           | Bezeichnet mit 1816 | Stadtbaugeschichtlich von Bedeutung, Putzbau mit Mansarddach, originale, profilierte Fenstergewände und Korbbogenportal mit Schlussstein erhalten (Sandstein), von baugeschichtlichem Wert. 1816 erbautes Kleinbürgerhaus. Zeittypisches sächsisches Wohnhaus mit nachträglichem Ladeneinbau. Zweigeschossiger Putzbau, vierachsig, Mansarddach mit originalen Gauben. Türportal linke Hausseite bauzeitlich. Trotz entstellendem Ladeneinbau weist das Gebäude einen noch guten Originalbestand auf, der wichtige Eindrücke der Wohnverhältnisse des beginnenden 19. Jahrhunderts sowie des Bauhandwerks jener Zeit vermittelt, so dass dem Gebäude ein baugeschichtlicher Wert beizumessen ist. | 09206200 |
| Weitere Bilder                          | Waisenhaus und Einfriedung (Wappenhensch-Stift) | St.-Georgen-Straße 23 (Karte)           | Ende 19. Jahrhundert | Städtebaulich besondere Lage an der Oberbrücke, von ortsgeschichtlicher Bedeutung. Fenster neu, DDR Sanierung, Einfriedung, Sockel rekonstruiert, Lisenengliederung und Vorhangbogen im ersten Obergeschoss des Seitengebäudes, Einfriedung aus Klinkerpostamenten und originaler Sandsteinbekrönung und schmiedeeiserner Gitter – heute umgebaut zu „Haus Wappenhensch“ (Seniorenstift). | 09206339 |
| Weitere Bilder                          | Wohnhaus in geschlossener Bebauung | Stadthausstraße 2 (Karte)               | Letztes Viertel 19. Jahrhundert                                                                                              | Mit Laden, baugeschichtlich von Bedeutung, einfacher Putzbau, bemerkenswert aufgrund der baukünstlerisch interessanten Erdgeschosszone (Pilastergliederung). Neues Dach, entstellende Dachhäuschen, originale Fenstergewände | 09206064 |
|                                         | Wohnhaus in geschlossener Bebauung und Nebengebäude | Stadthausstraße 3 (Karte)               | Mitte 19. Jahrhundert | Zeittypisches Wohnhaus, von baugeschichtlichem Wert, spätere Ladeneinbauten, Satteldach mit Hechtgaupe. - Wohnhaus: zweigeschossig, Erdgeschoss mit Überformungen, Stuckdecken im ersten Obergeschoss, alter Kachelofen - Seitengebäude: zweigeschossig, baufällig profiliertes Korbbogenportal, originale Fenster im Obergeschoss, markantes Dach mit Hecht, Nebengebäude mit vorkragendem Obergeschoss, steinerne Gewände | 09206070 |
|                                         | Mietshaus in geschlossener Bebauung | Stadthausstraße 5 (Karte)               | Ende 19. Jahrhundert | Mit Läden, baugeschichtlich von Bedeutung, gründerzeitliches Fassade, weitestgehend original erhalten. Dreigeschossig, entstellende Dachaufbauten, neue Fenster. | 09206069 |
| Weitere Bilder                          | Ehemaliges Zollhaus in offener Bebauung und Kelleranlagen im rückwärtigen Hang | Staupitzstraße 1 (Karte)                | Um 1800 | Ortshistorisch und baugeschichtlich bedeutsames Gebäude der Stadtentwicklung, in besonderer Lage. Dreigeschossig, Putzbau mit Mansarddach, dreiachsiger Mittelrisalit, bekrönt von Dreieckgiebel, sanierter Zustand. | 09206228 |
|                                         | Mietshaus in geschlossener Bebauung am Platz | Sternplatz 1 (Karte)                    | Um 1915 | Baugeschichtlich und künstlerisch von Bedeutung, im Reformstil der Zeit nach 1910, von platzbildprägendem Charakter, außergewöhnliche Verschieferung der reich gegliederten Dachlandschaft. Schlichte geometrische Putzgliederung, runde Eckerker, Ladenausbau an Ecke (mit Terrazzofußboden), Fenster zum Teil erneuert. Ausstattung: Schleifglas an Haustür (Oberlichter), Terrazzofußboden, originale Schuhabkratzer, Granitstufen. | 09206278 |
|                                         | Mietshaus in halboffener Bebauung in Ecklage | Sternplatz 2 (Karte)                    | 1910 | Baugeschichtlich von Bedeutung, im Reformstil der Zeit um 1910, Anklänge an den neobarocken Stil, in städtebaulich wichtiger Position am Sternplatz liegender Putzbau, weitgehend originaler Erhaltungszustand. Putzbau mit Reliefs (Girlandenmotiv), roter Sandsteinsockel, repräsentativer Eingang. Dreigeschossiges, städtebaulich markantes Wohnhaus mit Läden im Erdgeschoss. Putzfassade mit Loggien und Erkern, Satteldach mit Dachhäuschen sowie dreiachsigem repräsentativen Frontgiebel. Der Zementwarenfabrikant Theodor Weiß ließ das Haus nach Entwürfen des Architekten Adalbert Erlebach 1909 erbauen. Der Denkmalwert des Hauses ergibt sich aus seinem baugeschichtlichen sowie städtebaulichen Wert. | 09206451 |
| Weitere Bilder                          | Wohnhaus und Nebengebäude in geschlossener Bebauung in Ecklage | Straße des Friedens 1 (Karte)           | Um 1750 | In markanter städtebaulicher Lage stehendes Gebäude, Marktrandbebauung des Obermarktes, weitestgehend original erhalten, gehört mit zu den ältesten Gebäuden Döbelns, stadtgeschichtlich relevant. Das Haus war ab 22. Juni 1781 im Besitz der Familie Clemen, Schokoladenfabrikant. Einfriedungsmauer mit Vasen zwischen 1991 und 1999 abgebrochen. | 09206172 |
| Weitere Bilder                          | Mietshaus (zwei Hausnummern) in halboffener Bebauung | Straße des Friedens 3, 3a (Karte)       | 2. Hälfte 19. Jahrhundert | Baugeschichtlich von Bedeutung, langgestreckter Putzbau in zeittypischer Gestaltung der frühen Gründerzeit, profilierte Segmentbogengewände, qualitätvolle Geschossgesimse in Ziegel mit Reliefornamentik, dreigeschossig | 09206083 |
|                                         | Mietshaus in halboffener Bebauung | Straße des Friedens 5 (Karte)           | Um 1900 | Baugeschichtlich von Bedeutung, streng gegliederter Gründerzeitbau in Klinkermischbauweise, gestalterische Betonung der Mittelachse, originaler Erhaltungszustand, von baukünstlerischer Qualität. Dreigeschossig, Haus ist saniert, neue Fenster. | 09206112 |
|                                         | Mietshaus in geschlossener Bebauung | Straße des Friedens 6 (Karte)           | Um 1900 | Baugeschichtlich von Bedeutung, wuchtiger Gründerzeitbau, in Neorenaissance-Formen gestaltete Fassade, straßenbildprägend. Neue Fenster, Haus ist saniert. | 09206111 |
|                                         | Mietshaus in geschlossener Bebauung | Straße des Friedens 7 (Karte)           | Um 1900 | Baugeschichtlich von Bedeutung, repräsentativer gründerzeitlicher Klinkerbau, bauplastisch aufwendige Fassade mit Balkons, straßenbildprägende Türmchen (gleiche Gestaltung wie Nummer 8). Dreigeschossig, neue Fenster. | 09206127 |
|                                         | Mietshaus in geschlossener Bebauung | Straße des Friedens 8 (Karte)           | Um 1900 | Baugeschichtlich von Bedeutung, repräsentativer gründerzeitlicher Klinkerbau, bauplastisch aufwendige Fassade mit Balkons, straßenbildprägende Türmchen, originaler Erhaltungszustand (gleiche Gestaltung wie Nummer 7), dreigeschossig | 09206126 |
| Weitere Bilder                          | Schule (Lessinggymnasium), Nebengebäude, Einfriedung und Gefallenendenkmal | Straße des Friedens 9 (Karte)           | Bezeichnet mit 1899 (Schule); 1919 (Kriegerdenkmal); nach 1989 (Denkmal)                                                     | Langgestreckter, großer Schulbau, Nebengebäude (ehemaliges Laborgebäude) mit baukünstlerisch interessanten profilierten Steingewänden, architektur- und ortshistorisch interessanter Baukomplex. - 1. Denkmal: steinerne Architektur mit Pilastern, zwei Gedenkplatten mit Namensinschriften, den Gefallenen des Ersten Weltkrieges zum Gedenken - 2. Denkmal (kein Kulturdenkmal): zum Gedenken an Lehrer und Schüler, die Opfer von Krieg, Unrecht und Willkür wurden 1933–1989 | 09206325 |
|                                         | Mietshaus in offener Bebauung | Straße des Friedens 10 (Karte)          | Um 1890 | Gründerzeitlicher Putzbau, schlichte, aber qualitätvolle Fassadengestaltung in weitestgehend originalem Zustand | 09206324 |
| Weitere Bilder                          | Bahnhof bestehend aus Empfangsgebäude, hölzernem Verbindungsbau und Wirtschaftsgebäude (Ostbahnhof Döbeln, Bahnhof Zentrum)                                                                                          | Straße des Friedens 12 (bei) (Karte)    | 1895 | 1868 als Haltepunkt für den Personenverkehr eröffneter und zwischen 1905 und 1980 wichtiger Güterbahnhof der Stadt Döbeln, verkehrs- und ortsgeschichtlich bedeutender Bau in städtebaulich markanter Lage, saniertes Gebäudeensemble, im Inneren umgebaut. - Empfangsgebäude: Baujahr 1895, massiv, zweigeschossig mit Dachgeschoss, Satteldach, Untergeschoss reliefiert, saniert, heute (2017) Umbau eingeschossiger Verbindungsbau, saniert und Südseite massiv umgebaut - Nebengebäude: wahrscheinlich um 1895, anderthalbgeschossig, Satteldach, im Inneren umgebaut Baugeschichte: 1868 als Haltestelle Döbeln eingerichtet, 1905 Bahnhof Döbeln Ost (Ostbahnhof), 1931 Auflösung der Bahnmeisterei, ab 1980 Haltepunkt, ab 2004 Döbeln Zentrum. | 09206423 |
|                                         | Mietshaus in geschlossener Bebauung | Straße des Friedens 14 (Karte)          | Um 1890 | Baugeschichtlich von Bedeutung, reich gestalteter, gründerzeitlicher Putzbau, originale Putzhaut und Tür, prächtiges Portal, von baukünstlerischer Qualität (beinahe gleiche Gestaltung wie Nummer 15) | 09206322 |
|                                         | Mietshaus in geschlossener Bebauung | Straße des Friedens 15 (Karte)          | Um 1890 | Baugeschichtlich von Bedeutung, reich gestaltete Gründerzeit-Putzfassade, von baukünstlerischer Qualität (beinahe gleiche Gestaltung wie Nummer 14). Neue Fenster, spätere Dachhäuschen, zahlreiche originale Baudetails. | 09206136 |
|                                         | Mietshaus in geschlossener Bebauung | Straße des Friedens 16 (Karte)          | Um 1880 | Baugeschichtlich von Bedeutung, prächtiger Gründerzeitbau in neoklassizistischer Gestaltung, Gliederungselemente original (Kolossalpilaster, Triglyphenmotiv, Fensterverdachungen) | 09206135 |
|                                         | Mietshaus in halboffener Bebauung | Straße des Friedens 18 (Karte)          | Um 1880 | Baugeschichtlich von Bedeutung, schlichter, frühgründerzeitlicher Putzbau in weitestgehend originalem Erhaltungszustand, profilierte, geohrte Gewände, originale Putznutung im Erdgeschoss, von baukünstlerischer Qualität, im Giebelbereich Überformungen | 09206134 |
|                                         | Mietvilla mit Einfriedung und Gartenhaus | Straße des Friedens 19 (Karte)          | Bezeichnet mit 1885 | Baugeschichtlich und künstlerisch von Bedeutung, qualitätvolle gründerzeitliche Mietvilla mit markanten Dachaufbauten, Klinkerfassade mit steinernen Gliederungselementen, originale Fenster | 09206133 |
| Weitere Bilder                          | Ehemaliges Amtshauptmannschaft, später Landratsamt, und Hinterhaus | Straße des Friedens 20 (Karte)          | Bezeichnet mit 1897 | Baugeschichtlich, regionalgeschichtlich und künstlerisch von Bedeutung, markanter Klinkerbau in städtebaulich wichtiger Position, originaler Bauzustand, zweigeschossig | 09206130 |
|                                         | Mietshaus und Einfriedung | Straße des Friedens 22 (Karte)          | Um 1910 | Aufwendig gestaltete späthistoristische Klinkerfassade mit Jugendstilelementen und Fachwerkgiebeln, zahlreiche originale Baudetails wie Balkone, Jugendstilzaun, bildet gestalterische Einheit mit Hausnummer 22a (ehemals Nummer 21) | 09206131 |
|                                         | Mietshaus und Einfriedung, Teil eines Doppelwohnhauses | Straße des Friedens 22a (Karte)         | Um 1910 | Aufwendig gestaltete späthistoristische Klinkerfassade mit Jugendstilelementen und Fachwerkgiebeln, zahlreiche originale Baudetails wie Balkone, Jugendstilzaun, bildet gestalterische Einheit mit Hausnr. 22, baugeschichtlich von Bedeutung, neue Fenster | 09206132 |
|                                         | Mietshaus in halboffener Bebauung | Straße des Friedens 23 (Karte)          | Um 1900 | Baugeschichtlich von Bedeutung, gründerzeitliche Klinkerfassade in originalem Erhaltungszustand, repräsentative Eingangsgestaltung, von baukünstlerischer Qualität | 09206113 |
|                                         | Mietvilla und Einfriedung | Straße des Friedens 25 (Karte)          | Um 1900 | Baukünstlerisch interessanter gründerzeitlicher Klinkerbau mit markanten Eckquadern, steinernes Eingangsportal mit Oberlicht (Ochsenauge), originaler Erhaltungszustand, städtebaulich wichtig gelegen. Zweigeschossig, originale Tür, neue Fenster. | 09206084 |
| Weitere Bilder                          | Wohnhaus und Bank in Ecklage | Straße des Friedens 26 (Karte)          | Mitte 19. Jahrhundert | Baugeschichtlich von Bedeutung, streng gegliederter Putzbau in klassizistischer Architektursprache. Zweigeschossig, Kolossalsäulen betonen den Fassaden-Mittelteil, Segmentbogenfenster. | 09206077 |
| Weitere Bilder                          | Postamt mit Nebengebäuden und Einfriedung | Straße des Friedens 27 (Karte)          | 1895–1897 | Eindrucksvoller, neogotischer Repräsentationsbau, originaler Zustand, Vorhangbogenfenster, von ortsgeschichtlicher und baukünstlerischer Bedeutung, gusseiserne Verdachungsträger | 09206148 |
| Weitere Bilder                          | Wohnhaus und Nebengebäude in halboffener Bebauung | Theaterstraße 1 (Karte)                 | Bezeichnet mit 1814 | Mit Laden, baugeschichtlich und städtebaulich von Bedeutung, stadtbildprägende Ecklage, hervorragender Originalzustand. Zweigeschossiger Bau mit Mansarddach, Erdgeschoss Geschäftsanbau original, Putznutung, Lisenengliederung. | 09206224 |
|                                         | Wohnhaus in halboffener Bebauung | Theaterstraße 4 (Karte)                 | 1850 | Mit Laden, baugeschichtlich von Bedeutung, spätklassizistische Fassadengestaltung in weitestgehenden originalen Erhaltungszustand, schönes Eingangsportal. Dreigeschossig, Attikageschoss, Mezzanin, ausgebautes Dachgeschoss, Gesimse, gerade Verdachung, Sockelgeschoss, genutete Putzflächen, Portal repräsentativ, Fenstergewände leicht profiliert, Satteldach, Erdgeschoss überformt, stark veränderte Farbigkeit. | 09207578 |
| Weitere Bilder                          | Wohnhaus der ehemaligen Niedermühle | Theaterstraße 5a (Karte)                | 1841 datiert | Wohnhaus der ehemaligen Niedermühle; Putzbau mit Putz- und Steingliederungen, ansprechende Türgestaltungen in klassizistischen und biedermeierlichen Formen, ortsgeschichtlich und baugeschichtlich von Bedeutung | 09306914 |
| Weitere Bilder                          | Stadttheater in halboffener Bebauung in Ecklage | Theaterstraße 7 (Karte)                 | 1912 | Qualitätvoller, historistischer Bau mit Pilastergliederung und Risalitbildung an der Fassade zur Bahnhofstraße, bau- und ortsgeschichtlich bedeutsam, Vordach neu | 09206118 |
| Weitere Bilder                          | Mietshaus in halboffener Bebauung | Theodor-Kunzemann-Straße 3 (Karte)      | Um 1890 | Baugeschichtlich von Bedeutung, typisches Beispiel der Gründerzeitbebauung, von baukünstlerischer Qualität (bauliche Einheit mit Nummer 4). Dreigeschossig, Dachausbau, Zwerchgiebel mit Kugelbekrönung, Seitenrisalit ist Mittelachse für symmetrische Gestaltung im Zusammenhang mit Theodor-Kunzemann-Straße 4. | 09206393 |
| Weitere Bilder                          | Mietshaus in halboffener Bebauung | Theodor-Kunzemann-Straße 4 (Karte)      | Um 1890 | Baugeschichtlich von Bedeutung, typisches Beispiel der Gründerzeitbebauung, im ursprünglichen Aussehen weitgehend wieder hergestellt (bauliche Einheit mit Nummer 3). Saniert, Giebel vereinfacht geputzt, Gebäude ist spiegelbildliche Ergänzung zur Theodor-Kunzemann-Straße 3. | 09206394 |
| Weitere Bilder                          | Kasino der Kaserne | Theodor-Kunzemann-Straße 8 (Karte)      | Um 1910 | Ortsgeschichtlich von Bedeutung, bemerkenswerter Bau des Kasernengeländes, imposante Architektur, von militärgeschichtlichem Interesse. Längsbau zweigeschossig, stark profiliertes Gesims, dreiachsiger Kopfbau mit hohen Rundbogenfenstern von Dreiecksgiebeln bekrönt, davor Terrasse mit originalem schmiedeeisernem Geländer, Porphyrzyklopenmauerwerk, flaches Walmdach, seitlich (Eingangs)-Vorhaus, Mittelrisalitausbildung an Rückseite und Seitenfront Souterraingeschoss angebaut, hohe Fenster. | 09206198 |
| Weitere Bilder                          | Wachgebäude | Theodor-Kunzemann-Straße 10a (Karte)    | Um 1830/1840 | Stadtbaugeschichtlich bedeutsames Gebäude (im Zuge der Gestaltung des Kasernengeländes entstanden), von militärgeschichtlicher Bedeutung. Säulenvorhalle mit toskanischen Säulen, Dreieckgiebel, Walmdach, Dach-Schleppgaupe neu und Anbau rückwärtig. | 09206197 |
|                                         | Mietshaus in geschlossener Bebauung in Ecklage | Thielestraße 1 (Karte)                  | Um 1900 | Baugeschichtlich von Bedeutung, repräsentativer, gründerzeitlicher Klinkerbau in städtebaulich wichtiger Eckposition, dreigeschossig | 09206125 |
|                                         | Mietshaus in geschlossener Bebauung | Thielestraße 3 (Karte)                  | Um 1900 | Baugeschichtlich von Bedeutung, bemerkenswert schlichter und weitgehend originaler Klinkerbau mit markantem Treppengiebel. Neue Fenster, im Dachbereich überformt. | 09206107 |
|                                         | Mietshaus in geschlossener Bebauung | Thielestraße 4 (Karte)                  | Um 1900 | Baugeschichtlich von Bedeutung, feingliedrige, gründerzeitliche Klinkerfassade, weitestgehend original erhalten, gründerzeitliche Fenster. Neue Tür, Erdgeschoss überformt. | 09206108 |
|                                         | Mietshaus in geschlossener Bebauung | Thielestraße 5 (Karte)                  | Um 1910 | Baugeschichtlich von Bedeutung, im Reformstil der Zeit um 1910, weitestgehend originaler Putzbau, bildet gestalterische Einheit mit Thielestraße 6, Jugendstilelemente. Dreigeschossig, geschweifte Dacherker. | 09206109 |
|                                         | Mietshaus in geschlossener Bebauung | Thielestraße 6 (Karte)                  | Um 1910 | Baugeschichtlich von Bedeutung, im Reformstil der Zeit um 1910, zeittypischer Putzbau, bildet gestalterische Einheit mit Thielestraße 5, originale Fenster, Jugendstilbalkone und Haustür, von baukünstlerischem Wert. Dreigeschossig, markanter Dacherkergiebel. | 09206110 |
|                                         | Mietshaus in geschlossener Bebauung | Thielestraße 7 (Karte)                  | Um 1910 | Baugeschichtlich von Bedeutung, im Reformstil der Zeit um 1910, zeittypische Gestaltung in gutem Originalzustand, städtebaulich wichtiger Bestandteil des Ensembles Thielestraße, dreigeschossig | 09206152 |
| Weitere Bilder                          | Berufsschule | Thomas-Mann-Straße 1 (Karte)            | 1954 | Baugeschichtlich von Bedeutung, im Heimatstil, strenge Fassadengliederung, traditionalistische Gestaltung mit Satteldach und Dachreiter | 09206235 |
|                                         | Mietshaus in geschlossener Eckbebauung | Thomas-Mann-Straße 2 (Karte)            | Um 1910 | Baugeschichtlich von Bedeutung, im Reformstil der Zeit um 1910, Putzbau mit markanten Balkonen, städtebaulich wichtig gelegen, saniert | 09206236 |
| Direkt Bild zu diesem Denkmal hochladen | Wohnstallhaus | Thomas-Müntzer-Straße 5 (Karte)         | Ab Mitte 18. Jahrhundert | Gut erhaltenes, straßenbildprägendes ländliches Wohnhaus, bau- und ortsgeschichtlich bedeutsam als eines der letzten Zeugnisse des Mastener Dorfkerns. - Wohnstallhaus: alte Deckenbalken sind laut Auskunft der Eigentümerin noch erhalten, sind vermutlich mit Schnitzereien versehen (Schiffchenkehlen), Stuckdecke in der Küche aus der Mitte des 19. Jahrhunderts, alter Brunnen im Keller, zum Teil alte Türen mit originalen Beschlägen, zum Teil alte Lehmdecken, bis ca. 1900 war noch Fachwerk erhalten, Gebäude von außen recht überformt - Stall: mit preußischen Kappen und gusseisernen Säulen | 09206469 |
| Weitere Bilder                          | Wohnhaus in offener Bebauung | Töpfergasse 1 (Karte)                   | Um 1800 | Fachwerkhaus, baugeschichtlich und baukonstruktiv interessantes Gebäude, teilweise neue Fenster | 09206311 |
|                                         | Mietshaus in halboffener Bebauung | Uferstraße 3 (Karte)                    | Um 1900 | Stadtbaugeschichtlich von Bedeutung, qualitätvoller Putzbau, dokumentiert die städtebauliche Entwicklung der Gründerzeit in Döbeln. Dreigeschossig, Giebelseite überformt, neue Fenster. | 09206085 |
|                                         | Mietshaus in offener Bebauung in Ecklage | Uferstraße 5 (Karte)                    | Um 1900 | Stadtbaugeschichtlich von Bedeutung, weitestgehend originaler, gründerzeitlicher Putzbau. Dreigeschossig, zum Teil alte Fenster, Hervorhebung der Mittelachse durch Zwerchhaus. | 09206086 |
|                                         | Wohnhaus in geschlossener Bebauung | Waldheimer Straße 34 (Karte)            | Bezeichnet mit 1830 | Baugeschichtlich von Bedeutung, Gebäude ist Teil der ursprünglichen Bebauung des beginnenden 19. Jahrhundert mit prägendem Charakter für das Straßenbild. Zweigeschossig und ausgebautes Dachgeschoss, originale Holzgewände und Portal, Tür und Fenster erneuert. | 09206396 |
|                                         | Mietshaus in halboffener Bebauung | Waldheimer Straße 46 (Karte)            | Um 1900 | Baugeschichtlich von Bedeutung, typisches Beispiel der Gründerzeitbebauung in gutem Originalzustand, spiegelbildliche Gestaltung zur Waldheimer Straße 48 | 09206398 |
| Weitere Bilder                          | Alte Friedhofsmauer und Begrenzung der Waisenhausgärten entlang des Muldenweges | Wappenhenschstraße (Karte)              | 1474/1475 erstmals erwähnt, mehrfach überarbeitet und angefügt                                                               | Ortsgeschichtlich bedeutsamer Mauerrest des einstigen Nikolaikirchhofes, später Oberfriedhof genannt, landschaftsprägend entlang des Muldenweges gelegen, Teile der Mauer begrenzten die einstigen Waisenhausgärten. Infolge der Pest 1474/75 legte man außerhalb der Stadtmauern vor dem Obertore einen weiteren Friedhof an, der bis 1861 in Benutzung war. Dieser alte Friedhof erstreckte sich hinter dem jetzigen Wappenhenschstift in östlicher Richtung quer über die Wappenhenschstraße bis zum ehemaligen Restaurant „Weißes Kreuz“. Bis 1974 stand noch das Totengräberhäuschen an der Wappenhenschstraße Nummer 1 und Nummer 6. 1893/94 wurde der Oberfriedhof eingeebnet beim Bau der Wappenhenschstraße. | 09206442 |
| Weitere Bilder                          | Mietshaus in offener Bebauung | Wappenhenschstraße 1 (Karte)            | Bezeichnet mit 1898 | Mit Laden, baugeschichtlich von Bedeutung, in städtebaulich markanter Lage befindlicher Gründerzeitbau in Ecksituation mit breiter Frontfläche und flachem unterbrochenem Dachgiebel und Spitzhelmen, Klinkerfassade | 09206195 |
| Weitere Bilder                          | Mietshaus in halboffener Bebauung | Wappenhenschstraße 6 (Karte)            | Um 1900 | Baugeschichtlich von Bedeutung, qualitätvoll gestaltete Klinkerfassade mit markanten Dacherkerbekrönungen. Dreigeschossig, neue Fenster. | 09206332 |
| Weitere Bilder                          | Mietshaus in geschlossener Bebauung | Wappenhenschstraße 7 (Karte)            | Um 1900 | Baugeschichtlich von Bedeutung, gelb verklinkerter, langgestreckter gründerzeitlicher Bau mit wuchtiger Fensterverdachung und originaler Toreinfahrt, Zwerchhäusern und Dachgauben, neue Fenster | 09206441 |
| Weitere Bilder                          | Mietshaus in geschlossener Bebauung | Wappenhenschstraße 8 (Karte)            | Um 1900 | Baugeschichtlich von Bedeutung, Klinkerbau, zum gründerzeitlichen Ensemble der Wappenhenschstraße gehörend, in den seitlichen Risaliten gekoppelte Zwillingsfenster, Dacherker, originale Toreinfahrt. Neue Fenster, neues Treppenhaus, den Dacherkern fehlt wahrscheinlich die Bekrönung. | 09206334 |
| Weitere Bilder                          | Mietshaus in geschlossener Bebauung | Wappenhenschstraße 9 (Karte)            | Um 1900 | Baugeschichtlich von Bedeutung, Klinkerbau zum gründerzeitlichen Ensemble der Wappenhenschstraße gehörend, Toreinfahrtstür neu. Neue Fenster, Erdgeschoss verputzt, Bändergliederung der Fassade, Dacherker. | 09206335 |
| Weitere Bilder                          | Mietshaus in geschlossener Bebauung | Wappenhenschstraße 10 (Karte)           | Um 1900 | Baugeschichtlich von Bedeutung, Klinkerbau, zur repräsentativen gründerzeitlichen Bebauung der Wappenhenschstraße gehörend, Erdgeschoss durch Putznutung gegliedert, originale Haustür, Attikageschoss | 09206336 |
| Weitere Bilder                          | Mietshaus in geschlossener Bebauung | Wappenhenschstraße 11 (Karte)           | Um 1900 | Baugeschichtlich von Bedeutung, Klinkerbau, zur stadtbildprägenden gründerzeitlichen Bebauung der Wappenhenschstraße gehörend, originale Haustür, Seitenrisalite. Denkmalgerechte Fenster, Erdgeschoss verputzt, ausgebautes Dachgeschoss. | 09206337 |
| Weitere Bilder                          | Mietshaus in geschlossener Bebauung | Wappenhenschstraße 12 (Karte)           | Um 1900 | Baugeschichtlich von Bedeutung, symmetrisch gestaltete Klinker-/Putzfassade, Bestandteil des gründerzeitlichen Ensembles der Wappenhenschstraße, originale Haustür | 09206194 |
| Weitere Bilder                          | Mietshaus in geschlossener Bebauung | Wappenhenschstraße 13 (Karte)           | Um 1900 | Baugeschichtlich von Bedeutung, qualitätvolle Fassade in Klinkermischbauweise, baulicher Bestandteil des geschlossenen Gründerzeitensembles der Straße | 09206193 |
| Weitere Bilder                          | Mietshaus in geschlossener Bebauung | Wappenhenschstraße 14 (Karte)           | Um 1900 | Baugeschichtlich von Bedeutung, qualitätvoll gestaltete Putz-/Klinkerfassade, zugehörig zum geschlossenen Straßenzug aus der Gründerzeit. Saniert, neue Fenster, originale Haustür. | 09206192 |
| Weitere Bilder                          | Mietshaus in geschlossener Bebauung | Wappenhenschstraße 15 (Karte)           | Um 1900 | Baugeschichtlich von Bedeutung, gründerzeitlicher Putz-/Klinkerbau, städtebaulicher Bestandteil des Ensembles der Gründerzeit | 09206331 |
| Weitere Bilder                          | Mietshaus in geschlossener Bebauung | Wappenhenschstraße 16 (Karte)           | Um 1900 | Baugeschichtlich von Bedeutung, gründerzeitlicher Klinkerbau, städtebaulicher Bestandteil des geschlossen erhaltenen gründerzeitlichen Straßenzuges. Dreigeschossig, neue Fenster. | 09206330 |
| Weitere Bilder                          | Mietshaus in geschlossener Bebauung in Ecklage | Wappenhenschstraße 17 (Karte)           | Um 1900 | Baugeschichtlich und städtebaulich von Bedeutung, gründerzeitlicher Putzbau in originalem Erhaltungszustand, Bestandteil des Gründerzeit-Ensembles der Straße. Zum Teil originale Putzhaut, neue Fenster. | 09206333 |
|                                         | Mietshaus in offener Bebauung | Weststraße 3 (Karte)                    | Anfang 20. Jahrhundert | Baugeschichtlich von Bedeutung, Gründerzeitgebäude, außergewöhnlicher, straßenbildprägender Giebel. Fassade mit reicher Putzgliederung, vorwiegend originale Fenster, Haustür verändert. | 09206279 |
| Weitere Bilder                          | Wohnhaussiedlung | Weststraße 12, 13, 14 (Karte)           | 1930er Jahre | Typische Wohnhäuser der 1930er Jahre, bemerkenswert durch die Eingangsgestaltung mit originalen Reliefs und expressionistischen Klinkersteinen, stadtbaugeschichtliches Zeugnis in gutem Originalzustand, Teil einer kleinen Wohnanlage, siehe auch Max-Planck-Straße 11, 13, 15. Putzfassade mit Klinkersockel, risalitartige Vorsprünge im Eingangsbereich mit Balkonen. | 09206274 |
| Weitere Bilder                          | Sowjetisches Ehrenmal | Wettinplatz (Karte)                     | 1949 | Möglicherweise Umänderung eines alten Kriegerdenkmals von 1870/1871, Begräbnisort von vier Sowjetsoldaten, bedeutendes geschichtliches Zeugnis | 09207585 |
| Weitere Bilder                          | Denkmal für die Antifaschistischen Widerstandskämpfer 1933–1945 | Wettinplatz (Karte)                     | 1949 | Geschichtlich von Bedeutung, den antifaschistischen Widerstandskämpfern 1933–1945 gewidmet | 09207584 |
| Weitere Bilder                          | Mietshaus in geschlossener Bebauung | Wettinplatz 4 (Karte)                   | Um 1900 | Baugeschichtlich von Bedeutung, repräsentativer gründerzeitlicher Klinkerbau in Platzrandlage, guter Originalzustand. Dreigeschossig, orangefarbener Klinker, Putzstreifen-Gliederung, neue Fenster. | 09206400 |
| Weitere Bilder                          | Mietshaus in geschlossener Bebauung | Wettinplatz 5 (Karte)                   | Um 1900 | Baugeschichtlich von Bedeutung, repräsentativer gründerzeitlicher Klinkerbau in städtebaulich wichtiger Randlage am Wettinplatz. Dreigeschossig, mittiger Dacherker, originale Tür, Durchfahrt, neue Fenster, gelber Klinker. | 09206401 |
| Weitere Bilder                          | Mietshaus in geschlossener Bebauung in Ecklage | Wettinplatz 6 (Karte)                   | Um 1900 | Baugeschichtlich von Bedeutung, repräsentativer Gründerzeitbau in Klinkermischbauweise mit straßenbildprägendem Erker, guter Originalzustand, gelber und orangefarbener Klinker. Neue Fenster, originale Haustür. | 09206402 |
| Weitere Bilder                          | Mietshaus in geschlossener Bebauung | Ziegelstraße 2 (Karte)                  | Bezeichnet mit 1900 | Mit Laden, baugeschichtlich von Bedeutung, gründerzeitliche Klinkerfassade, schöne Haustür | 09301877 |
| Weitere Bilder                          | Wohnhaus in (ehemals) halboffener Bebauung | Zwingergäßchen 1 (Karte)                | 1827 | Baugeschichtlich und sozialgeschichtlich von Bedeutung, zeittypisches Wohnhaus, weitestgehend original. Zweigeschossig, im Obergeschoss alte Winterfenster. | 09206081 |
| Weitere Bilder                          | Wohnhaus in (ehemals) geschlossener Bebauung | Zwingergäßchen 3 (Karte)                | Bezeichnet mit 1827 | Baugeschichtlich und sozialgeschichtlich von Bedeutung, original erhaltenes Wohnhaus mit Segmentbogenportal und Schlussstein, Obergeschoss in Fachwerkkonstruktion (verputzt). Zweigeschossig, neue Haustür. | 09206087 |
| Weitere Bilder                          | Wohnhaus in geschlossener Bebauung | Zwingergäßchen 4 (Karte)                | Bezeichnet mit 1827 | Baugeschichtlich und sozialgeschichtlich von Bedeutung, zeittypisches Wohnhaus mit Fachwerkobergeschoss (verputzt), schönes Portal mit Schlussstein von 1827, markantes Mansarddach | 09206088 |
| Weitere Bilder                          | Mietshaus in halboffener Bebauung | Zwingerstraße 9 (Karte)                 | Anfang 20. Jahrhundert | Baugeschichtlich von Bedeutung, spätgründerzeitliches Bauwerk mit Anklängen an Jugendstilformen, straßenbildprägende Fassade in Klinkermischbauweise und Mittelerker. Neue Fenster mit geteiltem Oberlicht, saniert. | 09206149 |
| Weitere Bilder                          | Mietshaus in geschlossener Bebauung | Zwingerstraße 10 (Karte)                | Anfang 20. Jahrhundert | Baugeschichtlich von Bedeutung, gründerzeitlicher Bau mit Klinkerfassade, die durch aufwendige Fensterverdachungen und -gewände gestaltet wird, neue Fenster mit geteiltem Oberlicht. Saniert, originale Tür. | 09206150 |
| Weitere Bilder                          | Mietshaus in geschlossener Bebauung | Zwingerstraße 11 (Karte)                | Um 1900 | Baugeschichtlich von Bedeutung, Gründerzeitgebäude, aufwendig gestaltete, repräsentative Klinkerfassade mit Fensterverdachungen und markanten Dacherkergiebeln. Neue Fenster, saniert. | 09206147 |
| Weitere Bilder                          | Mietshaus in halboffener Bebauung | Zwingerstraße 14 (Karte)                | Um 1880 | Baugeschichtlich von Bedeutung, weitgehend originaler Putzbau, gründerzeitliche Putzgliederung, dreigeschossig | 09206080 |
| Weitere Bilder                          | Wohnhaus in halboffener Bebauung in Ecklage | Zwingerstraße 24 (Karte)                | Bezeichnet mit 1818 | Baugeschichtlich und sozialgeschichtlich von Bedeutung, zeittypisches Wohnhaus mit Fachwerk-Obergeschoss (verputzt), Segmentbogenportal und Schlussstein mit Datierung, markantes Mansarddach, zweigeschossig | 09206090 |
| Weitere Bilder                          | Wohnhaus in geschlossener Bebauung | Zwingerstraße 27 (Karte)                | Um 1860 | Mit Laden, baugeschichtlich von Bedeutung, in neogotischen und klassizistischen Formen gestaltete gründerzeitliche Putzfassade, zahlreiche originale Baudetails. Zweigeschossig, interessante Brüstungsfelder und Fensterverdachungen. | 09206089 |
| Weitere Bilder                          | Mietshaus in geschlossener Bebauung in Ecklage | Zwingerstraße 32 (Karte)                | Um 1880 | Baugeschichtlich von Bedeutung, Gründerzeitgebäude, städtebaulich markanter qualitätvoller Putzbau mit originaler Putznutung, Pilastergliederung, Rundbogenfenster im Erdgeschoss. Dreigeschossig, originale Haustür. | 09206079 |
| Weitere Bilder                          | Wohnhaus in geschlossener Bebauung und Einfriedung (mit Schaukästen) | Zwingerstraße 33 (Karte)                | Um 1850 | Baugeschichtlich von Bedeutung, auffälliger, langgestreckter Bau mit spätklassizistischer Fassadengestaltung, interessante Schaukästen im Stil des Art-déco der 1920er Jahre unmittelbar an der Straße. Zweigeschossig, Mezzaningeschoss, Traufgesims mit Zahnschnittfries über segmentbogenförmigem Fensterabschluss, über der Tür Spruchtafel von ca. 1930, Einfriedungsmauer in Art déco mit stilisierten Pilastern und Rauten, Dreiecksfries, getreppter, gestaffelter Abschluss über Toreingang, heute als Schaufenster für Fotogeschäft. | 09206114 |
| Weitere Bilder                          | Mietshaus in halboffener Bebauung | Zwingerstraße 34 (Karte)                | Um 1880 | Baugeschichtlich und städtebaulich von Bedeutung, hervorragender Bau im Neorenaissance-Stil. Dreigeschossig, ausgebautes Dachgeschoss mit Gauben, Eckrustika, seitlich risalitförmige Akzentuierung. | 09206115 |
| Weitere Bilder                          | Wohnhaus in offener Bebauung | Zwingerstraße 35 (Karte)                | Um 1935 | Baugeschichtlich und städtebaulich von Bedeutung, im Heimatstil, zeittypischer Putzbau mit markantem Treppenhausrisalit auf gerundetem Grundriss, originaler Erhaltungszustand (Fenster, Fensterläden, Putz). Dreigeschossig, Treppenhaus bekrönt von Zwiebelhaube, Klinkersockel. | 09206078 |
| Weitere Bilder                          | Mietshaus in halboffener (ehemals geschlossener) Bebauung | Zwingerstraße 39 (Karte)                | Bezeichnet mit 1906 | Baugeschichtlich von Bedeutung, qualitätvolles Beispiel der späten Gründerzeitbebauung (ganz ähnliche Gestaltung Nummer 40). Dreigeschossig, risalitartige Betonung der Mittelachse, Putznutung in Sockelgeschoss, originale Türflügel, Giebelabschluss, Souterrain mit Fenstern und Schlusssteinbosse, Sockel aus polygonalem Porphyr, sanierte Fenster, (Sanierung neu 1994). | 09206116 |
| Weitere Bilder                          | Mietshaus in geschlossener Bebauung | Zwingerstraße 40 (Karte)                | Um 1900 | Baugeschichtlich von Bedeutung, gründerzeitlicher Wohnhausbau mit originaler Putzhaut und Haustür (ganz ähnliche Gestaltung Nummer 39). Dreigeschossig, zum Teil alte Fenster. | 09206075 |
| Weitere Bilder                          | Wohnhaus in halboffener Bebauung | Zwingerstraße 41 (Karte)                | Um 1860 | Stadtbaugeschichtlich von Bedeutung, schlicht gegliederter, zeittypischer Wohnhausbau, originale Putzhaut und Fenstergewände. Zweigeschossig, langgestreckter Baukörper (achtachsig), Durchfahrt. | 09206076 |
| Weitere Bilder                          | Wohnhaus in halboffener Bebauung | Zwingerstraße 42 (Karte)                | Um 1880 | Baugeschichtlich von Bedeutung, qualitätvoller, gründerzeitlicher Putzbau in gutem Originalzustand. Zweigeschossig, originale Putzgliederung, Satteldach, neue Fenster, Gebäude ist saniert. | 09207567 |

## Ehemalige Kulturdenkmale
| Bild                                    | Bezeichnung                                                    | Lage                         | Datierung           | Beschreibung | ID       |
| --------------------------------------- | -------------------------------------------------------------- | ---------------------------- | ------------------- | --- | -------- |
| Weitere Bilder                          | Gartenhaus (ursprünglich zum Grundstück der Appretur gehörend) | Am Staupitzsteg (Karte)      | 1877                | Gartenhäuschen von 1877 in originalem Zustand (aber mit Holz verkleidet), stadtgeschichtlich bedeutsam. - Scheune: mit slawischem Sonnentor aus Holz - Wohnhaus: massiv, zweigeschossig, Torbogen, alte Fenster- und Türgewände, originale Kreuzstockfenster, Hintergebäude von Ritterstraße 5, Abbruch 2004 bis auf die Scheune Zwischen 2022 und 2024 aus der Denkmalliste gestrichen. | 09206041 |
| Direkt Bild zu diesem Denkmal hochladen | Hydrant                                                        | Blücherstraße (Karte)        | Um 1900             | Original erhaltener Löschwasserhydrant aus der Jahrhundertwende, technikgeschichtlich von Bedeutung | 09207587 |
|                                         | Wohnhaus in halboffener Bebauung                               | Waldheimer Straße 11 (Karte) | 18./19. Jahrhundert | Obergeschoss Fachwerk, in markanter Lage, Gebäude im Kern vermutlich älter, baugeschichtlich von Bedeutung | 09206395 |

## Tabellenlegende
- Bild: Bild des Kulturdenkmals, ggf. zusätzlich mit einem Link zu weiteren Fotos des Kulturdenkmals im Medienarchiv Wikimedia Commons. Wenn man auf das Kamerasymbol klickt, können Fotos zu Kulturdenkmalen aus dieser Liste hochgeladen werden:
- Bezeichnung: Denkmalgeschützte Objekte und ggf. Bauwerksname des Kulturdenkmals
- Lage: Straßenname und Hausnummer oder Flurstücknummer des Kulturdenkmals. Die Grundsortierung der Liste erfolgt nach dieser Adresse. Der Link (Karte) führt zu verschiedenen Kartendiensten mit der Position des Kulturdenkmals. Fehlt dieser Link, wurden die Koordinaten noch nicht eingetragen. Sind diese bekannt, können sie über ein Tool mit einer Kartenansicht einfach nachgetragen werden. In dieser Kartenansicht sind Kulturdenkmale ohne Koordinaten mit einem roten bzw. orangen Marker dargestellt und können durch Verschieben auf die richtige Position in der Karte mit Koordinaten versehen werden. Kulturdenkmale ohne Bild sind an einem blauen bzw. roten Marker erkennbar.
- Datierung: Baubeginn, Fertigstellung, Datum der Erstnennung oder grobe zeitliche Einordnung entsprechend des Eintrags in der sächsischen Denkmaldatenbank
- Beschreibung: Kurzcharakteristik des Kulturdenkmals entsprechend des Eintrags in der sächsischen Denkmaldatenbank, ggf. ergänzt durch die dort nur selten veröffentlichten Erfassungstexte oder zusätzliche Informationen
- ID: Vom Landesamt für Denkmalpflege Sachsen vergebene, das Kulturdenkmal eindeutig identifizierende Objekt-Nummer. Der Link führt zum PDF-Denkmaldokument des Landesamtes für Denkmalpflege Sachsen. Bei ehemaligen Kulturdenkmalen können die Objektnummern unbekannt sein und deshalb fehlen bzw. die Links von aus der Datenbank entfernten Objektnummern ins Leere führen. Ein ggf. vorhandenes Icon  führt zu den Angaben des Kulturdenkmals bei Wikidata.

## Ausführliche Denkmaltexte
1. ↑  Grabdenkmale auf dem Niederfriedhof in Döbeln:
  - 1. Grabmal von 1762 (gegenüber der Friedhofsverwaltung): steinerner Podest mit Inschrift (nicht mehr leserlich), über das Podest ist eine steinerne „Papierrolle“ gelegt
  - 2. Erbbegräbnis Familie Sturm/Hesse (1898): roter Sandstein und polierter Granit, neogotische Architektur, Nische mit Jesus-Statue
  - 3. Gedenkstätte für die Gefallenen des Ersten Weltkrieges: zahlreiche hölzerne Kreuze sind auf zwei Wiesenstücken zu einem beeindruckenden Ensemble arrangiert (Kreuze sind neu)
  - 4. Grabstätte für zwei Gefallene des Ersten Weltkrieges: sogenanntes Grabmal Gleisberg, geschaffen von Otto Rost, auf Gedenkstein liegen zwei Soldaten, über den verwundeten Leutnant Felix Gleisberg mit Stahlhelm beugt sich der Soldat Polster, beide wurden von tödlichen Schüssen getroffen, beide Soldaten liegen in diesem Grab
  - 5. Grabstätte Richter: steinerne Architektur mit halbplastischen Figuren, kannelierte Säulen rahmen Kupferplatte (mit Relief), auf der Jesus und Maria dargestellt sind
  - 6. Plastik (Erzguss): 1941, Künstler war Johannes Hartmann aus Leipzig, Jesusdarstellung, Steinbänke
  - 7. Erbbegräbnis Familie Greiner: monumentales Grab, wuchtiges steinernes Kreuz
  - 8. Urnenbegräbnis: kannelierte Pfeiler mit bauchigem Gefäß
  - 9. Urnenbegräbnis aus Sandstein: Postament mit bauchiger Urne, Schrift verwittert
  - 10. Erbbegräbnis Familie Tümmler von 1905: repräsentative Grabstätte, Wand mit eingestellten Urnen, weibliche Plastiken, Steinbänke, liegt direkt in der Hauptachse der Friedhofsanlage, Figuren von Johannes Hartmann
  - 11. Grabmal Karl Otto Richter von 1925: Stadtbaurat von Döbeln
  - 12. barocke Grabstele aus Sandstein: mit Kartuschen, Schrift verwittert
  - 13. Grabmal für im Ersten Weltkrieg umgekommene Familie
  - 14. Erbbegräbnis Familie Seidel: Künstler WA, vermutlich um 1920, sitzende Frauenfigur
  - 15. Erbbegräbnis Familie Knobloch: um 1936, großes Steinkreuz mit Dornenkrone
  - 16. Erbbegräbnis Familie Walter Seidel: Entwurf und Ausführung Otto Rost, urnenförmiger Grabstein mit Totentanzdarstellung, der symbolisch dargestellte Tod als Knochenmann hält in der linken Hand eine Geige, in der rechten einen Geigenbogen
  - 17. Grabstätte Carl Schlegel: 1910, Anklänge an Jugendstil
  - 18. Erbbegräbnis Familie Schwerdtfeger: an Tempelarchitektur erinnernde Säulenarchitektur um 1890
  - 19. Erbbegräbnis Familie Schmidt: Jugendstilmotive, Plastik einer jüngeren Frau, Plastik eines kleinen Jungen
  - 20. Ehrenhain für Gefallene des Zweiten Weltkrieges: gleiche Gestaltung wie Ehrenhain für Ersten Weltkrieg
  - 21. Erbbegräbnis Familie Braun (Besitzer der Staupitzmühle): geschliffener schwarzer Granit
2. ↑  Ehemalige Villa und Augenklinik (Bertholdstraße 1):

Markanter zweigeschossiger Putzbau auf Sockel in Polygonalmauerwerk mit ausgebautem Dachgeschoss mit Schleppgaupen, von seitlichem Türmchen mit Pyramidenhelm überragt. Prägend sind die Fenster in originaler Sprossenteilung, Fensterläden sowie Holzbalkone. Die originale Einfriedung in polygonalem Bruchsteinmauerwerk mit hölzernen Zaunsfeldern ergänzt die Wirkung des Bauwerks.

Bei der großen Klinik-Villa Dr. Handmann in Döbeln stand der Architekt Adalbert Erlebach vor der Aufgabe, innerhalb des Gebäudes die Funktionen so zu ordnen, dass weder der klinische Bereich in irgendwelcher Hinsicht den privaten stört. Die Aufgabe wurde so gelöst, dass die Augenklinik mit allen Räumen einschließlich dreier Zimmer für stationär zu behandelnde Patienten im Erdgeschoss und die Privatwohnung für die Familie des Augenarztes im Obergeschoss untergebracht wurde. Beide Geschosse sind zwar durch eine Stiege untereinander verbunden, haben aber separate Zugänge von außen. Die Hausmeisterwohnung und weitere Wirtschaftsräume sind im Kellergeschoss untergebracht, Personal- und Gästezimmer im Dachgeschoss. Das Gebäude hat ohne nennenswerte Veränderungen acht Jahrzehnte lang seinen Zweck erfüllt und steht unter Denkmalschutz. 2009 wurde es zu einem Haus für betreutes Wohnen umgestaltet. Durch diesen Umbau ist die Innenraumstruktur verändert worden, dabei gingen leider Wandverkleidungen und vom Architekten entworfene Einbaumöbel verloren.

Das 1910 erbaute Bauwerk stammt aus den ersten Jahren der selbstständigen Tätigkeit des Architekten Adalbert Erlebach, der bis 1904 Mitarbeiter des Dresdner Architekten Woldemar Kandler war. Er hat ab 1910 bis zum Zweiten Weltkrieg ausschließlich in Südtirol gelebt und gearbeitet und in diesen Jahrzehnten das Gesicht der Stadt Meran entscheidend mit beeinflusst. Der Denkmalwert ergibt sich aus der baukünstlerischen, baugeschichtlichen und stadtgeschichtlichen Bedeutung des Bauwerks.
3. ↑  Krematorium auf dem Urnenfriedhof:

Das Krematorium Döbeln wurde 1938 errichtet. Dem Bau ging ein Architekturwettbewerb voraus, der 1936 vom Rat der Stadt und dem Döbelner Oberbürgermeister Gottschalk ausgelobt worden war. Unter den 78 Architekten, die sich an dem Wettbewerb beteiligt hatten, erhielt schließlich Heinz Arnold Götze aus Dresden den Planungsauftrag für den Krematoriumsbau. Im Wettbewerb war Götze der 3. Preis zuerkannt worden. Das Bauprogramm sah eine Feierhalle und angegliederte Funktionsbauten für Unterbringung, Aufbahrung und Verbrennung der Toten sowie für Verwaltungszwecke vor. Zudem war ein Wohnhaus für den Friedhofswärter (Pförtner) gefordert, das 1939/40 zur Ausführung kam. In den 1960er Jahren wurde der Gebäudekomplex um einen neuen Verbrennungstrakt erweitert, der in den 1990er Jahren eine Modernisierung erfuhr.

Die erhöht gelegene Gebäudegruppe wird von der Feierhalle dominiert. Ihre zur Straße gerichtete Eingangsfront ist bis auf den bruchsteinsichtigen Eingangsvorbau geschlossen und mit einem hohen Dreiecksgiebel überfangen. Die Gebäudeseiten zeigen jeweils vier hochrechteckige Fenster, die das Halleninnere belichten. Ihre Rahmungen wie auch andere Gliederungselemente (Gesimse, Eckquaderung) sind in Sandstein ausgeführt. An der abgewandten Giebelseite schließt sich der Anbau für die Verbrennungsanlage an. Die eingeschossigen Funktionsbauten sind auf der Südseite angegliedert. Durch ihren Winkelgrundriss entsteht zwischen ihnen und der Feierhalle eine nach Westen geöffnete Hofsituation. Für ein einheitliches äußeres Erscheinungsbild der Gebäudegruppe sorgt nicht zuletzt der horizontale Kratzputz, der ebenso die Fassadengestaltung des südwestlich gelegenen Bedienstetenwohnhauses prägt und damit dessen Zugehörigkeit zur Gesamtkonzeption erkennen lässt. In derselben Absicht zeigen die untergeordneten Bauten auch unverputzte Bruchsteinpartien.

Das Innere der Feierhalle wird durch eine imitierte Holzbalkendecke und die mit einem Sgraffito geschmückte Westwand geprägt, in der sich die Öffnung zum Verschieben des Sarges befindet. Das einst nationalsozialistisch geprägte Sgraffito wurde nach 1945 durch den Döbelner Grafiker Walter Eckardt überarbeitet.

Mit seiner antikischen bzw. klassizistischen Formensprache entspricht der Döbelner Krematoriumsbau ganz dem Architekturverständis der NS-Zeit. Neben einem gewissen Hang zur Monumentalisierung, der für öffentliche Gebäude dieser Epoche charakteristisch ist, spielte bei der Gestaltung der Anlage die Funktionalität eine wichtige Rolle, um einen möglichst reibungslosen Ablauf der Bestattungsvorgänge zu organisieren. Die Zweckorientierung drückte sich insbesondere in der Bauform des Wirtschaftshofes aus, die hier für Sachsen erstmalig im Krematoriumsbau angewandt wurde.

In seinem weitgehend unverfälscht erhaltenen Gebäudebestand der 1930er Jahre stellt das Döbelner Krematorium ein wichtiges Zeugnis der jüngeren Bauentwicklung in Sachsen dar. Es dokumentiert allgemein die Architekturvorstellungen seiner Entstehungszeit und verweist im Speziellen auf die damalige Friedhofs- und Bestattungskultur. Unter diesen Aspekten eignet dem Objekt eine bau- und kulturgeschichtliche Bedeutung. Mit seiner Entstehungs- und Nutzungsgeschichte verkörpert es zudem einen Teil der Ortshistorie.